# Haßfurt

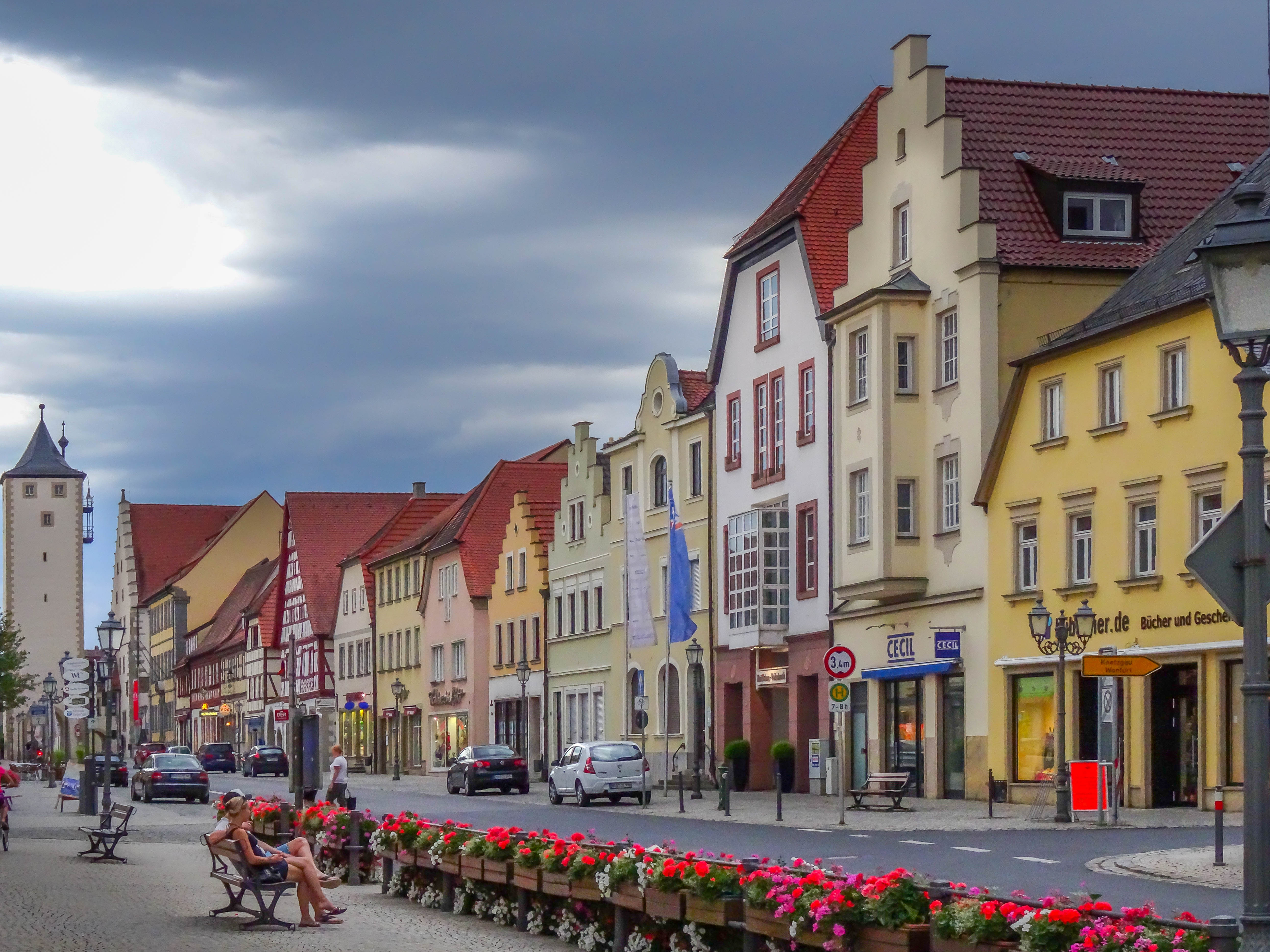
Hauptstraße von Haßfurt (2015)

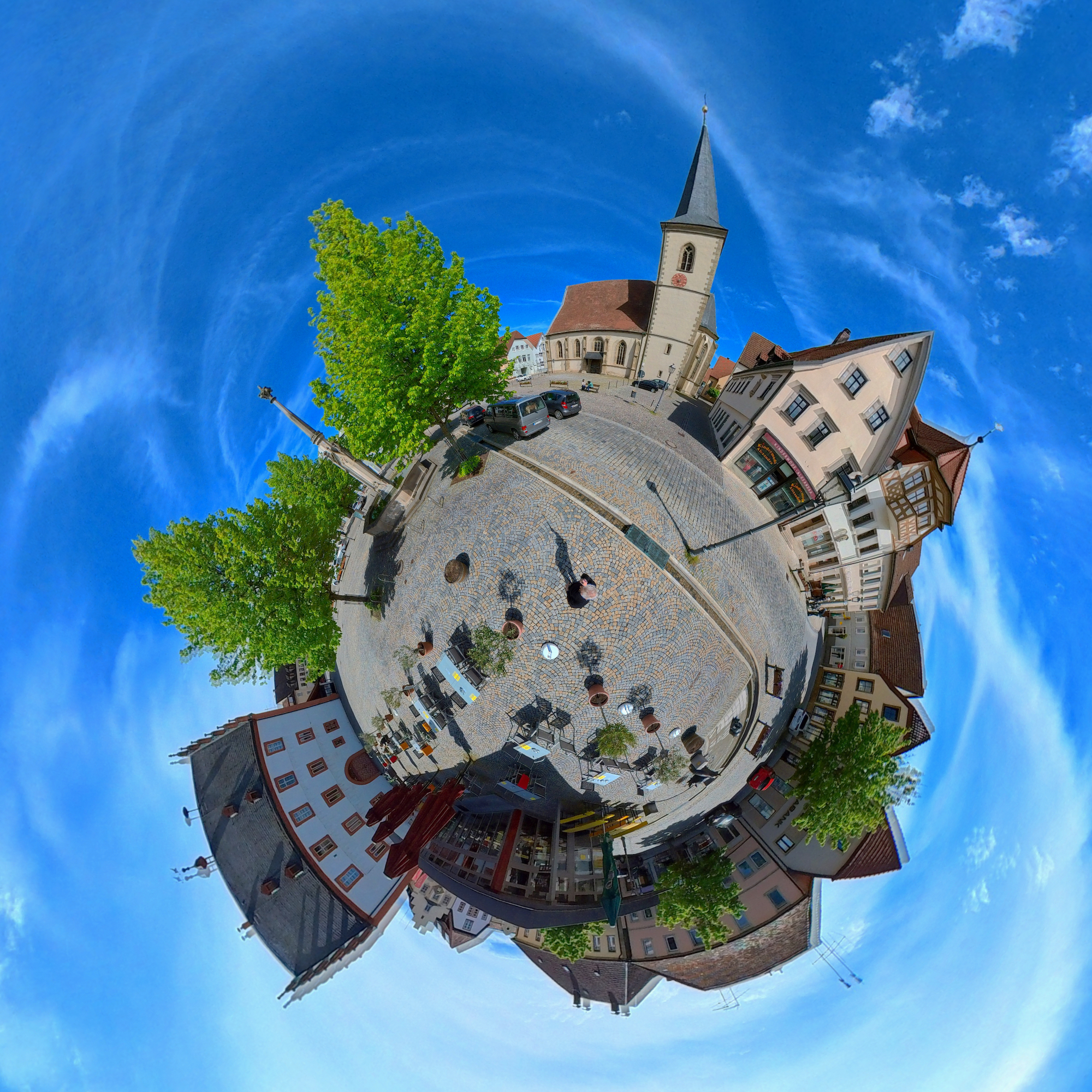
Haßfurt Marktplatz 2021 mit Pfarrkirche und altem Rathaus

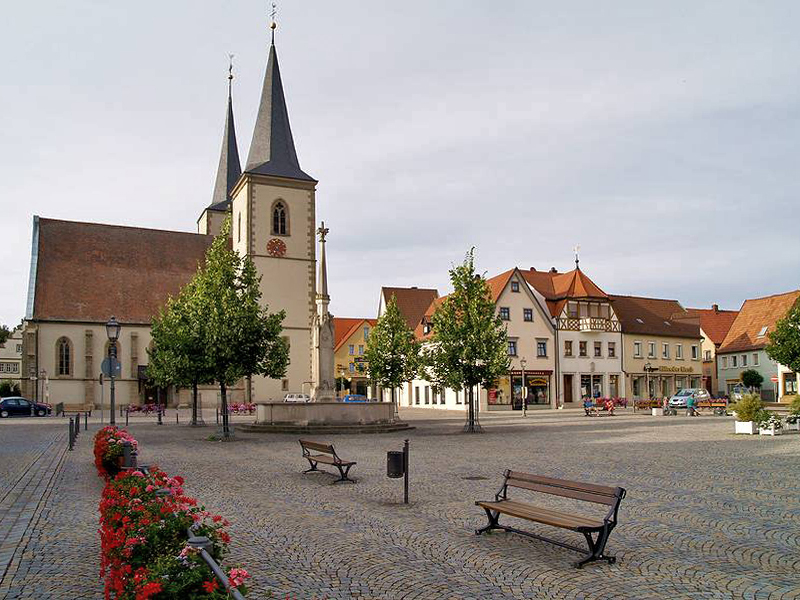
Marktplatz und Pfarrkirche

Haßfurt ist die Kreisstadt des Landkreises Haßberge im bayerischen Regierungsbezirk Unterfranken, 20 km östlich von Schweinfurt. Die Stadt am Main entstand um 1230 als Grenzbefestigung zwischen den Bistümern Würzburg und Bamberg. Obwohl das Stadtwappen einen Hasen zeigt, stammt der Ortsname vom germanischen Hasufurth („Nebelfurt“, „Weg durch den Nebel“).

## Geografie

### Lage
Haßfurt liegt am Nordufer des Mains (Flusskilometer 355) am Südwestrand des Naturparks Haßberge. Das Mittelzentrum gehört zur Region Main-Rhön. Vier Kilometer östlich der Stadt erhebt sich die Hohe Wann, ein 387 Meter hoher Berg mit einem Naturschutzgebiet. Die Stadt wird in Wohn- oder Stadtgebiet, Neubaugebiet und Industriegebiet eingeteilt. Die nächstgelegenen Ortschaften sind Wülflingen (drei Kilometer westlich), Sylbach (zwei Kilometer nördlich) und Augsfeld (drei Kilometer südöstlich).

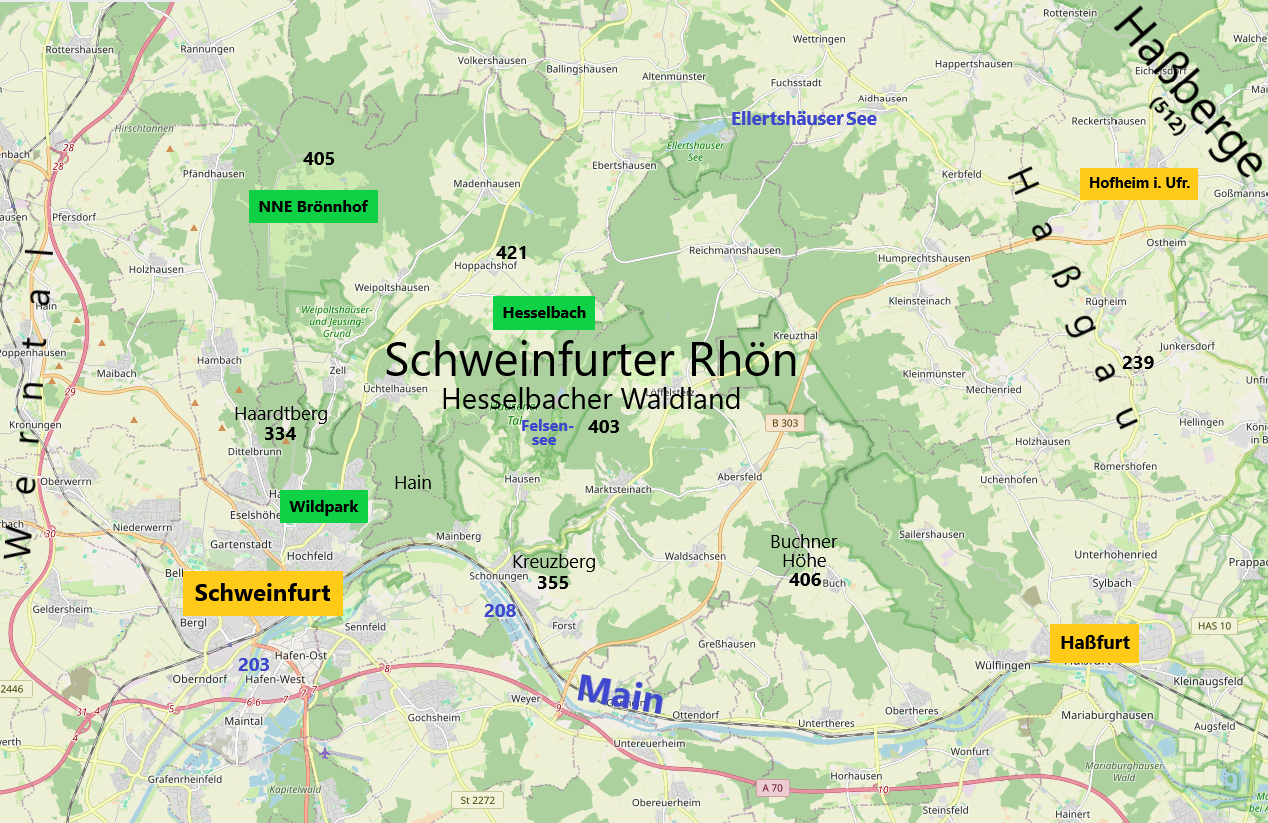
Haßfurt liegt am Main, am südlichen Rand des Haßgaus, zwischen den Haßbergen im Osten und der Schweinfurter Rhön im Westen.

### Naturräumliche Gliederung
Haßfurt gehört zu drei naturräumlichen Haupteinheiten. Nahezu das gesamte Stadtgebiet liegt im Südende der Haupteinheit Grabfeld (138). Der nordöstliche Stadtteil Prappach gehört zur Haupteinheit Haßberge (116) und der nordwestliche Stadtteil Sailershausen, mit dem Sailershäuser Wald, zur Haupteinheit Hesselbacher Waldland (139), auch Schweinfurter Rhön genannt.
Das Haßfurter Maintal (137.2) ist Teil des Steigerwaldvorlandes (137), das hier seine nördlichste Ausdehnung besitzt. Obwohl weite Teile der Kernstadt nicht in diesem Naturraum liegen, wird der auf dem südlichen Mainufer gelegene Ortsteil Mariaburghausen diesem Gebiet zugerechnet.

### Nachbargemeinden
Nachbargemeinden sind (von Norden beginnend im Uhrzeigersinn): Riedbach, Königsberg in Bayern, Zeil am Main, Knetzgau, Wonfurt, Theres und Schonungen.

### Gemeindegliederung

Haßfurt mit Gemeindeteilen

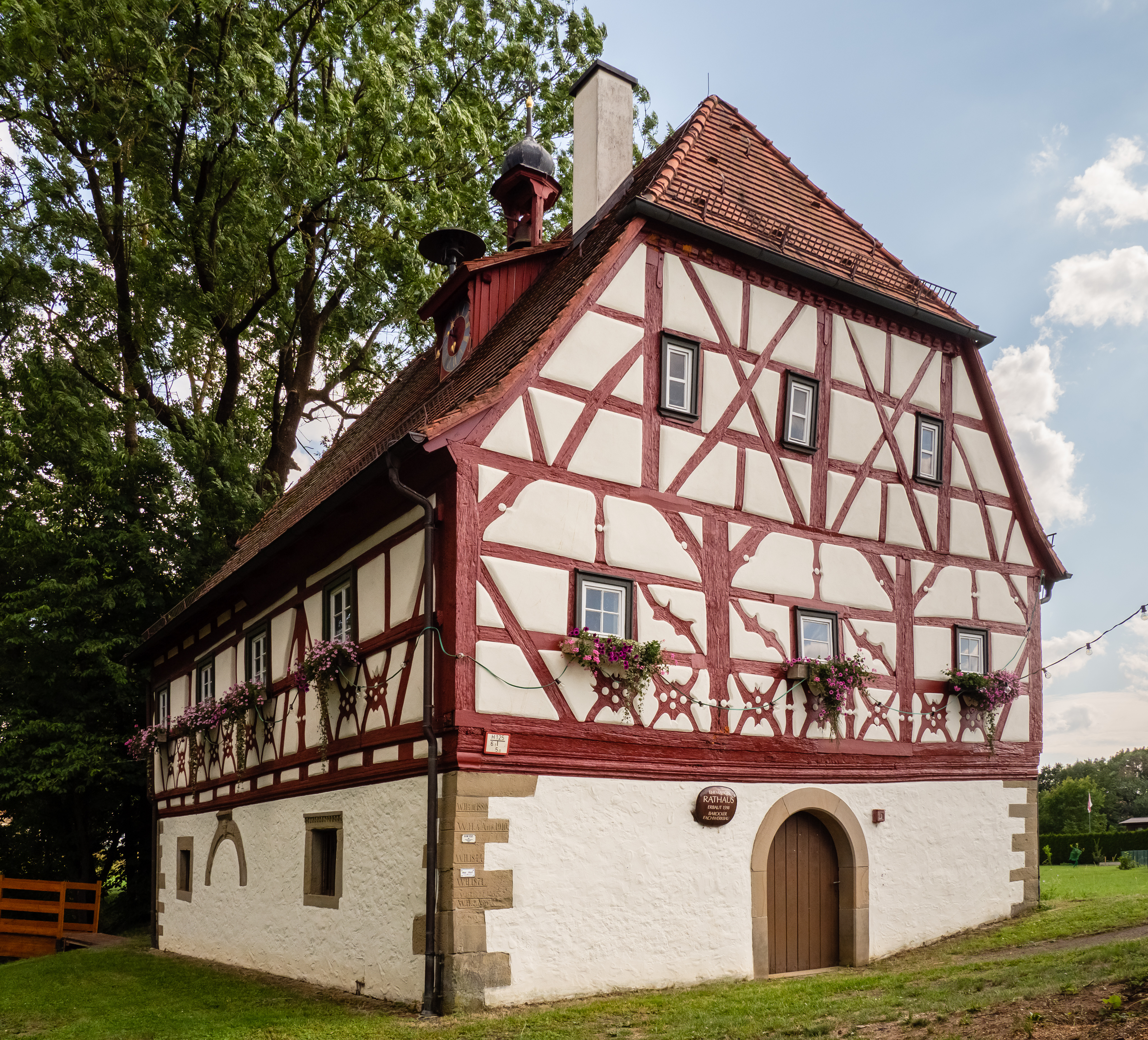
Altes Rathaus im Gemeindeteil Sylbach

Haßfurt hat zehn Gemeindeteile (in Klammern sind der Siedlungstyp und die Einwohnerzahlen Stand 1. Juli 2008, für Mariaburghausen 1. Januar 2008, angegeben):
- Augsfeld (Pfarrdorf, 1299)
- Haßfurt (Hauptort, 8267)
- Mariaburghausen (Weiler, 10)
- Oberhohenried (Pfarrdorf, 405)
- Prappach (Pfarrdorf, 689)
- Sailershausen (Kirchdorf, 218)
- Sylbach (Dorf, 1415)
- Uchenhofen (Kirchdorf, 333)
- Unterhohenried (Pfarrdorf, 482)
- Wülflingen (Kirchdorf, 933)

## Geschichte

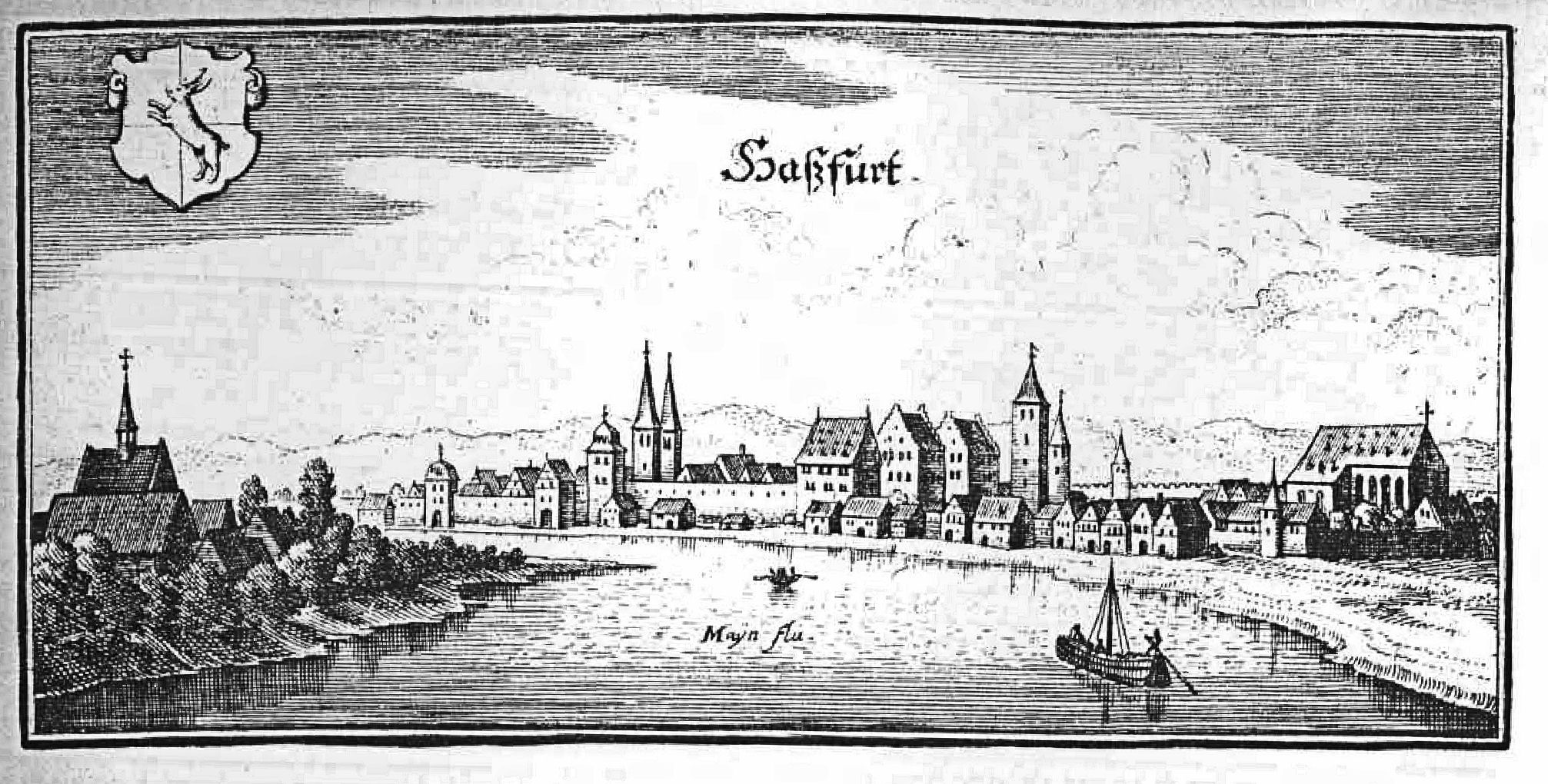
Haßfurt (Topographia Franconiae)

### Bis zur Gemeindegründung
Der Ort geht auf eine germanische Siedlung vom 4. oder 5. Jahrhundert zurück. Aus dem Germanischen leitet sich auch der Name her, der „Nebelfurt“ bedeutet.
Der Ort wurde am 19. August 1230 erstmals schriftlich erwähnt, als der Würzburger Fürstbischof Hermann I. von Lobdeburg sein Gebiet nach Osten hin gegen den Bamberger Fürstbischof Siegfried II. von Eppstein sichern wollte. Den Siedlungskern bildete der Herrenhof an der Mainfurt. Die Erhebung zur Stadt lateinisch oppidum nostrum hasefurthe ultra mogum sita erfolgte zwischen 1230 und 1243. Das früheste Siegel der Stadt aus dem 14. Jahrhundert zeigt bereits den für das Stadtbild heute noch prägenden oberen und unteren Turm sowie einen Torturm mit Fallgitter zum südlich angrenzenden Main hin. Diese drei Tore/Türme symbolisierten das Stadtrecht. Ende des 14. Jahrhunderts bekam die Stadt eine Münzstätte. Die erste Lateinschule entstand im 16. Jahrhundert.
Haßfurt gehörte ursprünglich zum Hochstift Würzburg, lag ab 1500 im Fränkischen Reichskreis und wurde nach der Säkularisation 1803 zugunsten Bayerns 1805 Erzherzog Ferdinand von Toskana zur Bildung des Großherzogtums Würzburg überlassen. 1814 fiel die Stadt endgültig an Bayern. Im Zuge der Verwaltungsreformen in Bayern entstand mit dem Gemeindeedikt von 1818 die Stadtgemeinde, wie sie noch heute existiert.
Vor der Stadt befand sich ein mittelalterliches Leprosorium, das als „Siechenhaus“ benannt war und noch im 17. Jahrhundert erwähnt wurde.
Wegen seiner Lage zwischen Würzburg und Bamberg war Haßfurt 1624 Ort einer Konferenz über eine Vereinheitlichung des Münzwesens in den beiden Bistümern. Das Problem war die Geldentwertung der Kipper- und Wipperzeit. Zugegen in Haßfurt waren der Geheimrat Georg Schell aus Würzburg und der Kanzler des Fürstbischofs Johann Georg II. Fuchs Freiherr von Dornheim aus Bamberg. Die „Conferenz zu Haßfurt“ führte zu keiner Einigung.
Haßfurt spielte Ende des 19. Jahrhunderts eine Rolle als Verladestation von Granitsteinen für den Bau des Reichstags in Berlin. Die Steine kamen aus dem Fichtelgebirge.

### Straßen und Bahnen
Im Spätmittelalter führte eine so genannte Geleitstraße auf der nördlichen Mainseite von Bamberg über Haßfurt nach Schweinfurt. Der viel ältere Rennweg führt von Königshofen nach Hallstadt und weit nördlich an Haßfurt vorbei. Parallel zur Geleitstraße, südlich des Mains, befand sich eine Straße, die weit weniger befahren und begangen wurde als die nördlich des Mains. Dokumente vom frühen 16. Jh. weisen zudem deutlich stärkeren Verkehr von Haßfurt nach Osten als nach Westen auf. Die Geleitstraße war nicht befestigt, sondern war im Grunde ein Naturweg, der die Fortbewegung von Fuhrwerken zwar ermöglichte, aber mit Schwierigkeiten verbunden war; die Pferde und Wagenräder sanken teilweise tief im Morast ein. Die Post verkehrte ab 1744 einmal täglich, wenige Jahre später häufiger, von Schweinfurt nach Bamberg hin und zurück. Noch um 1800 herum brauchte der Postwagen 6 Stunden für 18 km von Haßfurt nach Stettfeld. Bauern in der Nähe der Straße boten ihre Hilfe an und machten daraus ein Geschäftsmodell, das die Vermutung nahelegt, dass eine Verbesserung des Untergrunds bewusst verhindert wurde. 1825 war die erste Chaussee anstelle des Feldwegs fertig, eine Straße mit befestigtem steinernem Untergrund und einer Breite für zwei entgegen kommende Fuhrwerke. Die Steine lieferten die benachbarten Steinbrüche, für den Unterhalt des Straßenabschnittes waren die Gemeinden zuständig. Bei Ebelsbach querte die Chaussee den Main und verlief an dessen Südufer weiter nach Bamberg. Die Straßenführung ähnelte damit der der heutigen Bundesstraße 26. Um 1910 befuhren erstmals Automobile die Strecke, nämlich in Form von Postbussen.
1835 wurde erstmals die Idee einer Bahnverbindung zwischen Bamberg und Aschaffenburg auf den Tisch gebracht, und zwar von Vertretern der unterfränkischen Handelsstände. Das stieß bei der Regierung in München auf wenig Wohlgefallen, weil diese gerade die Flussschifffahrt ausbaute und diese als optimalen Beförderungsweg ansah. 1843 taten sich Banken zusammen, um eine Kapitalgesellschaft für den Bau einer Eisenbahn von Bamberg nach Frankfurt zu gründen, die so genannte Ludwigs-Westbahn. Dieser Vorstoß setzte sich gegen andere durch, die zum Beispiel eine Trassenführung von Nürnberg über Marktbreit nach Frankfurt bevorzugten. 1846 wurde die Bahnlinie beschlossen. Das Gesetz über die Zwangsabtretung von Grundeigentum für öffentlichen Zwecke von 1837 führte zu Zwangsenteignungen; jedoch erhielten viele Landwirte, deren Äcker durch die neue Trasse zerschnitten wurden, Abfindungen. In Haßfurt und in den Nachbargemeinden wurde durch die Schienen der Zugang zum Main deutlich erschwert. Im Sommer 1850 war der erste Bauabschnitt von Bamberg nach Haßfurt fertiggestellt, Ende 1852 hatte die Bahn Schweinfurt erreicht. Anfangs fuhren zwei Züge täglich in beide Richtungen. Die Fahrzeit von Haßfurt nach Bamberg lag bei etwa 40 Minuten. In den Jahren bis 1867 entstanden weitere Strecken in Bayern, die mit der Ludwigs-Westbahn vernetzt waren.
Mit dem Beginn des Reisejournalismus in der Populärliteratur des frühen 19. Jahrhunderts rückte auch Haßfurt in den Fokus von Blättern wie der Gartenlaube:

„In einer der lieblichsten Gegenden des an malerischen Schönheiten so reichen Maingrundes, der sich von Bamberg bis Schweinfurt erstreckt, auf einer sanften Anhöhe, hart am rechten Ufer des Mains malerisch hingegossen, liegt das hübsche Städtchen Haßfurt, südlich von den waldigen Bergen des Steigers, an seiner Nordseite von der Eisenbahn begrenzt, die von Lohr am Fuße des Spessart bis über Kulmbach an dem Fuße des Fichtelgebirges den Krümmungen des Flusses folgt.“

### Anfang des 20. Jahrhunderts
Im Jahr 1900 hatte Haßfurt 2500 Einwohner. Die Straßenbeleuchtung mit Karbidlampen hielt in den Großstädten Einzug. Die erste (von damals 26) kleinen Gemeinden mit Karbidbeleuchtung war Haßfurt. Das Telefon gab es seit 1901. Die Jahresstatistik für 1905 weist ein langsames Wachstum mit einer Umschaltstelle (Amt/Vermittlung), 15 Privatsprechstellen (Telefonen), drei Sprechstellen bei Behörden, drei öffentlichen Telefonstellen (Telefonzellen) und insgesamt 14 Telefonteilnehmern einschließlich derer in den Behörden auf. 1910 wurde Haßfurt kanalisiert.

### Jüdische Bevölkerung
Wie in vielen Orten Unterfrankens lebten auch in Haßfurt von der Stadtgründung an Juden als nicht ganz kleine Minderheit unter der überwiegend katholischen Bevölkerung. Bereits im späten 13. Jahrhundert ist von Judenverfolgungen die Rede, etwa im Zusammenhang mit dem Rintfleisch-Pogrom 1298, als die Juden aus Haßfurt vertrieben oder umgebracht wurden. Eine zweite Welle der Judenverfolgung fand, wie in vielen Gemeinden Europas, Mitte des 14. Jahrhunderts zu Zeiten der Pest statt. Die ersten, nach den Pest-Pogromen in Haßfurt ansässigen Juden, sind 1414 nachweisbar.
Die Juden blieben immer in der Minderheit; die meisten lebten vermutlich in der Judengasse, die es heute nicht mehr gibt. Die Bürgerlisten (Matrikel) von 1817 führen nur sechs jüdische Familienvorstände auf:
- die Wein- und Spezereihändler Israel Jacob Heßlein und Seligmann Jacob Heßlein
- den Vieh- und Weinhändler Moises Salomon Lonnerstädter
- den Tuchhändler Joseph Peretz Neubauer
- den Viehhändler Seligmann Peritz Dessauer
- den Warenhändler Jakob Salomon Friedmann

Erst im 19. Jahrhundert konnten Juden in Haßfurt eine eigene Gemeinde gründen, die zum Distriktsrabbinat Schweinfurt gehörte. 1841 zählte Haßfurt 1602 Einwohner, davon waren 22 jüdischen Glaubens. 1840 waren es in der Umgebung (Ebern, Gleusdorf, Hofheim, Königshofen) „2458 Seelen in 562 Familien“, die dem Rabbinat angehörten. Die Anzahl der Juden wuchs bis 1910 allein in Haßfurt auf 125 (4,4 % der Bevölkerung). 1888 errichteten sie in der Schlesingerstraße die erste Synagoge, eine Religionsschule und ein rituelles jüdisches Bad. Der jüdische Friedhof befand sich im benachbarten Dorf Kleinsteinach, wo sich die israelitische Kultusgemeinde befand. Zu den prägenden Personen jüdischen Lebens um 1900 gehörte der Gymnasiallehrer Moritz Hammelburger. Nach seinem Tod folgte ihm 1928 Lothar Stein, dem nach der Machtergreifung der Nationalsozialisten 1933 die Arbeitserlaubnis entzogen wurde.
1933 lebten noch 91 Juden in der Stadt (2,6 %). Diese Zahl ging aufgrund der Judenverfolgung zur Zeit des Nationalsozialismus stark zurück. Ab September 1935 verbot die Stadtverwaltung den ansässigen Juden, mit örtlichen Firmen Geschäftsbeziehungen zu unterhalten. Die Juden durften keine Parkbänke mehr benutzen, Kinder auf keinen Spielplätzen spielen.

Fotos aus dem Haßfurter Stadtarchiv zwischen 1900 und 1929
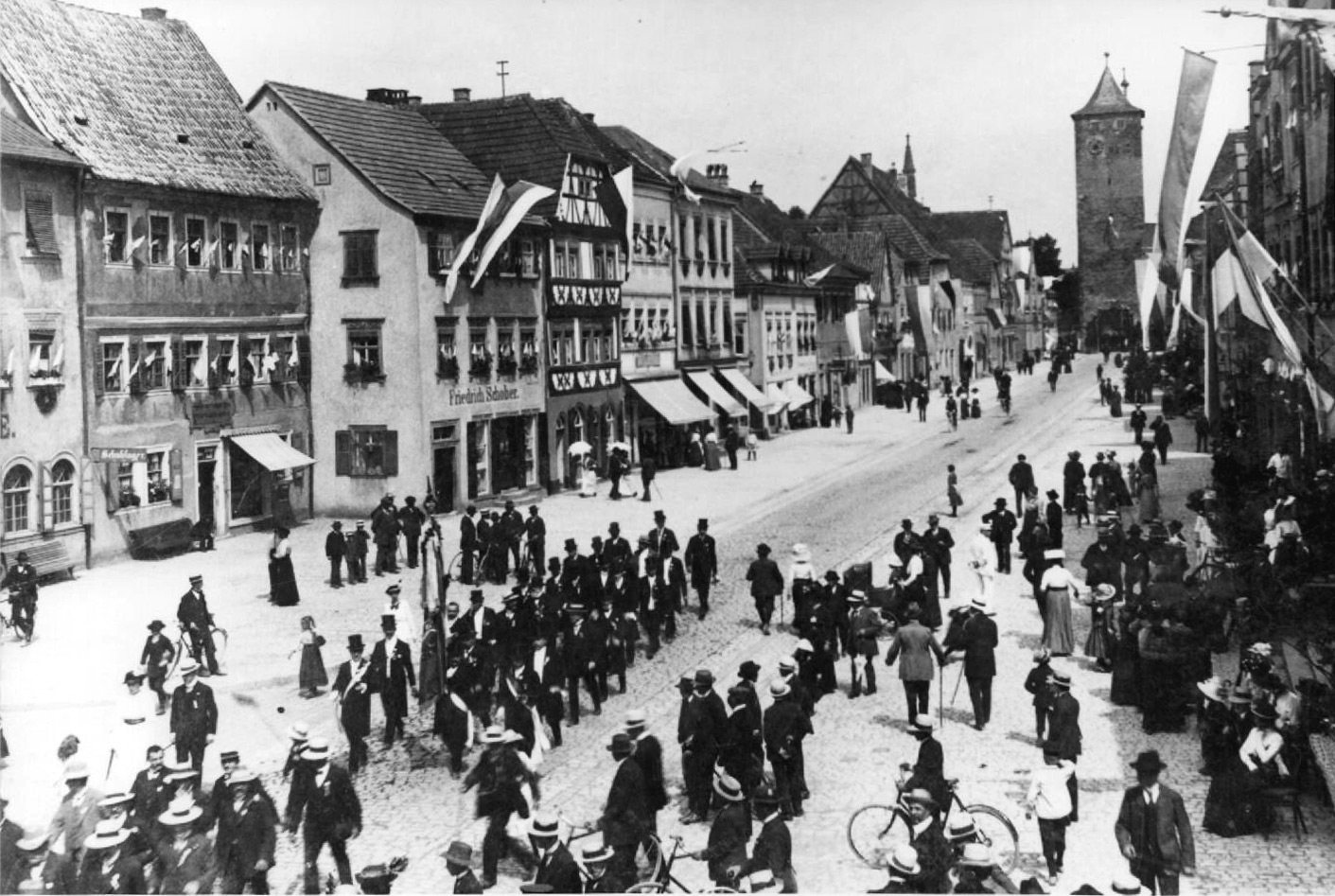
Straßenfest um 1900
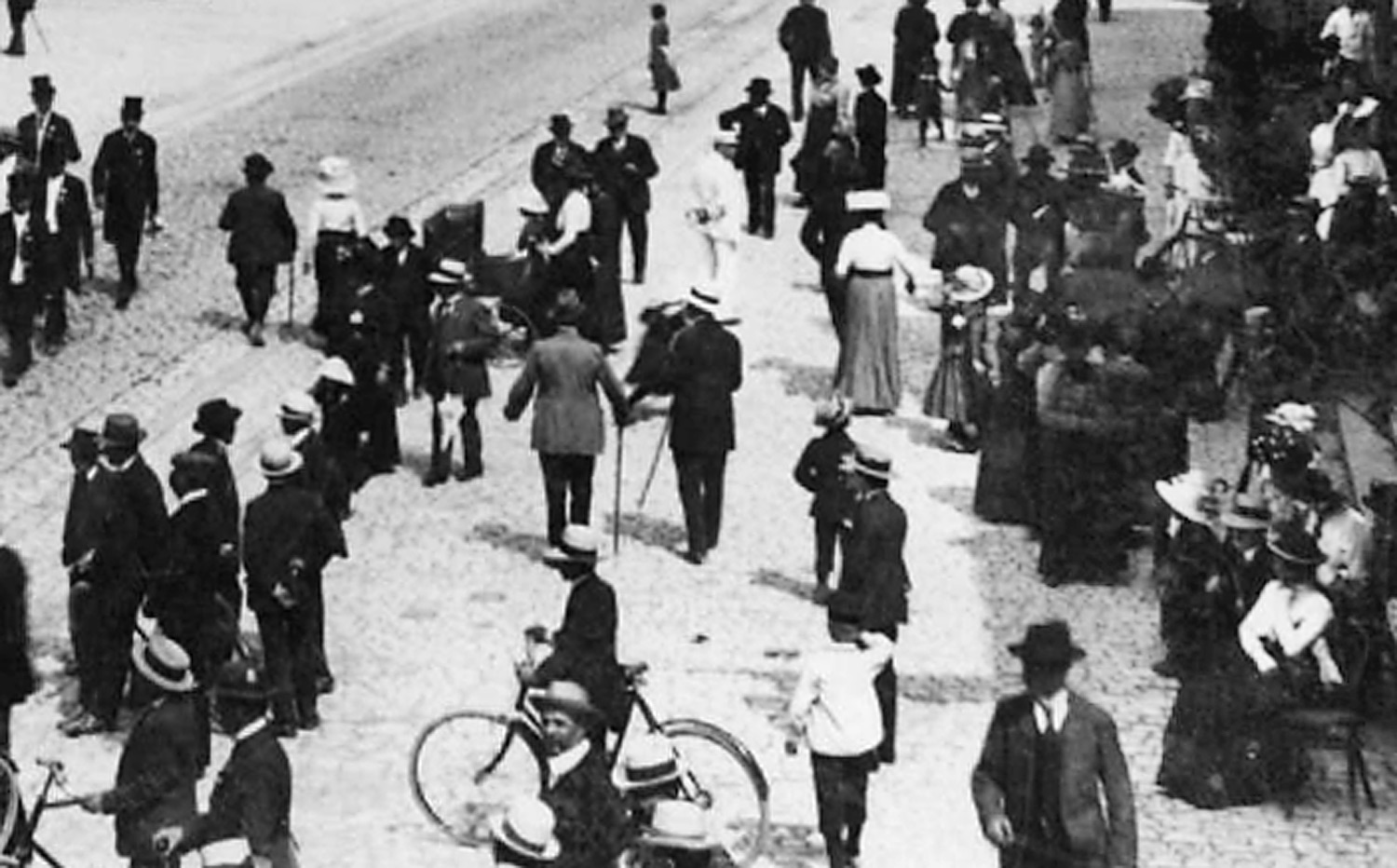
Detail des Fotos links

### Erster Weltkrieg
Wie im ganzen Deutschen Kaiserreich überwog auch in Haßfurt 1914 die Begeisterung für den Ersten Weltkrieg. Der Bahnhof der Kleinstadt war dafür das Zentrum der Euphorie Ausdruck zu verleihen. Dort liefen die Züge der Mobilmachung durch. In den ersten vier Tagen nach Kriegsbeginn meldeten sich 18 Kriegsfreiwillige aus der Stadt. Im September 1915 waren 173 Bürger aus Haßfurt im Krieg, die wenigsten kamen zurück.

### Nationalsozialismus
Am 11. Februar 1932 entstand die Haßfurter Ortsgruppe der NSDAP. Dessen Leiter war bis 1945 Franz Hanselmann. In den letzten freien Wahlen vor und kurz nach der Machtergreifung Hitlers am 30. Januar 1933 verstärkte sich der Zulauf zur NSDAP. Im März 1933 wählten 35,7 % der Haßfurter Bürger die Nazi-Partei, 49,4 % die konservative Bayerische Volkspartei, 10,1 % die SPD.
Bei den Novemberpogromen 1938 („Reichskristallnacht“) setzten regimetreue Haßfurter das Innere der Synagoge in Brand, schichteten vor dem Gebäude Torarollen, Gebetbücher und Ritualien auf und verbrannten sie vor den Augen der zusammengelaufenen Menschenmenge. Alle Männer jüdischen Glaubens wurden verhaftet. 34 von den 68 im Jahr 1941 verbleibenden Juden gelang die Emigration. Wer blieb, wurde in Vernichtungslager deportiert: 16 jüdische Einwohner am 22. April 1942 über Würzburg nach Izbica, die letzten beiden im September ins Ghetto Theresienstadt.
An dem heute als Geschäftshaus genutzten Gebäude der ehemaligen Synagoge erinnert eine Gedenktafel an das Novemberpogrom.
Am 13. April 1945 meldete das Führerhauptquartier, „die zwischen Lichtenfels und Haßfurt gegen den oberen Main vorgehenden Amerikaner konnten weiter Boden gewinnen und den Fluß nach schweren Kämpfen bei Haßfurt und südöstlich davon überschreiten.“

### Eingemeindungen
Im Zuge der Gebietsreform in Bayern wurden am 1. Januar 1972 die Gemeinden Augsfeld, Sailershausen und Sylbach eingegliedert. Am 1. Juli 1976 kamen Gebietsteile der aufgelösten Gemeinde Hainert mit etwa 50 Einwohnern hinzu (mit dem Kloster Kreuztal Marburghausen). Am 1. Juli 1976 folgten Oberhohenried und Unterhohenried. Die Reihe der Eingemeindungen wurde mit der Eingliederung von Prappach, Uchenhofen und Wülflingen zum 1. Mai 1978 abgeschlossen.

### Einwohnerentwicklung
Im Zeitraum 1988 bis 2018 stieg die Einwohnerzahl von 11.208 auf 13.609 um 2401 Einwohner bzw. um 21,4 %.
Quelle: BayLfStat

## Politik

### Stadtrat
Der Stadtrat von Haßfurt hat 25 Mitglieder einschließlich des hauptamtlichen Bürgermeisters. Nach den vergangenen Kommunalwahlen ergab sich jeweils folgende Sitzverteilung:
|      | CSU  | SPD | Grüne / Liste für Aktiven Umweltschutz | Wähler-gemeinschaft Haßfurt | FDP / Freie Bürger | Junge Liste | Gesamt   |
| 2002 | 13*  | 5   | 2                                      | 3                           | 1                  | 1           | 25 Sitze |
| 2008 | 11 * | 5   | 2                                      | 4                           | 2                  | 1           | 25 Sitze |
| 2014 | 9    | 4   | 2                                      | 8 *                         | –                  | 2           | 25 Sitze |
| 2020 | 7    | 4   | 3                                      | 9 *                         | –                  | 2           | 25 Sitze |

### Bürgermeister
- 1945–1948: Gottfried Hart, CSU
- 1948–1952: Hans Brochloß, CSU

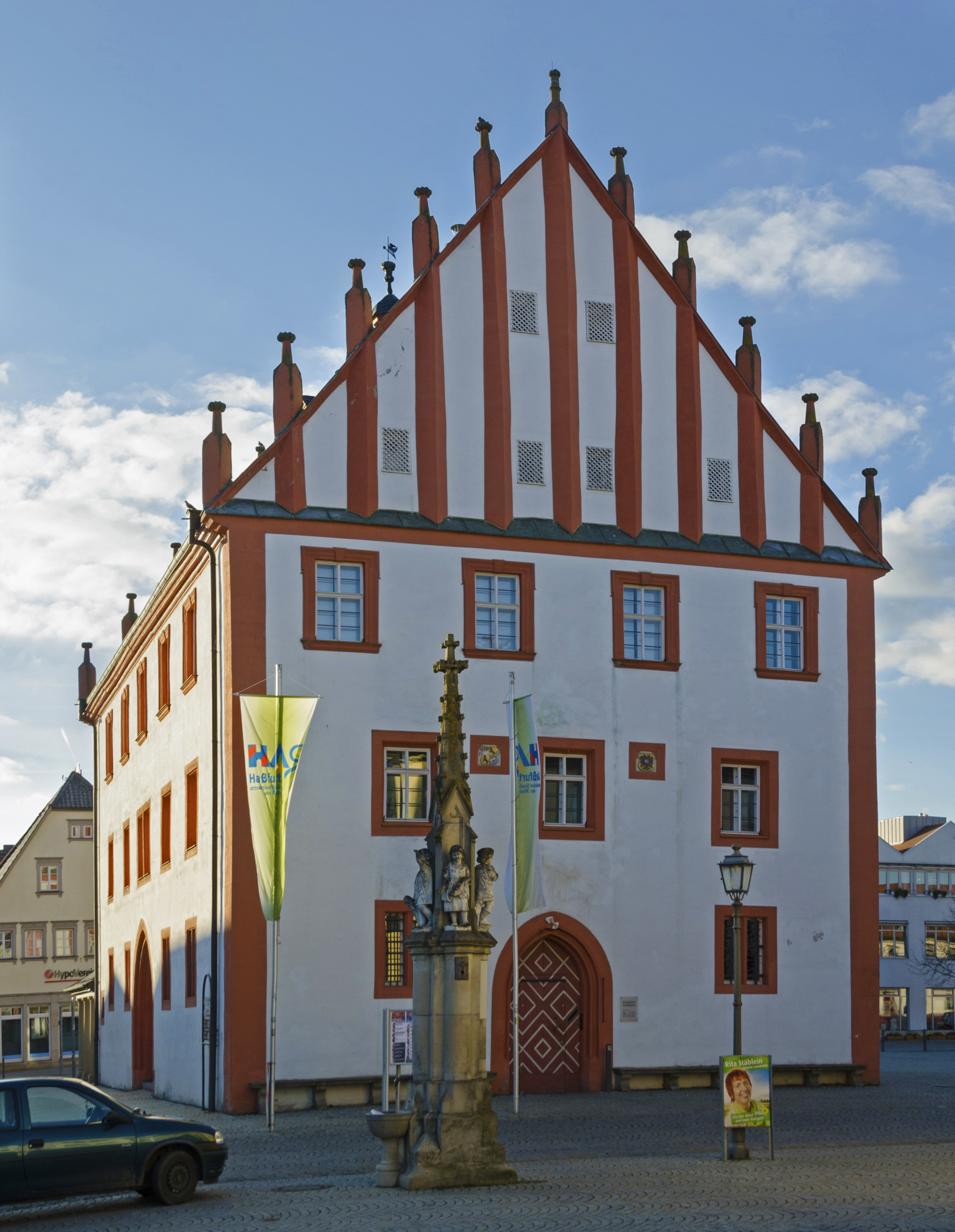
Altes Rathaus Haßfurt

- 1952–1972: Hans Popp, Wählergemeinschaft Haßfurt
- 1972–1978: Alfons Schwanzar, SPD
- 1978–1990: Rudolf Handwerker, CSU
- 1990–1997: Michael Siebenhaar, CSU
- 1997–2014: Rudi Eck, ohne, bis 2012 CSU
- seit 2014: Günther Werner, Wählergemeinschaft Haßfurt[26]

### Ortssprecher
Amtszeit 2020 bis 2026
- Uchenhofen: Manfred Finster
- Sailershausen: Adrian Ort
- Oberhohenried: Martin Spöhrer
- Wülflingen: Klaus Ringer

### Deutsche Teilung
Zu Zeiten der Deutschen Teilung 1949 bis 1990 befand sich Haßfurt nah am Zonenrandgebiet.
Die DDR-Presse berichtete immer wieder über Vorgänge in der Stadt, etwa am 12. Juni 1960 über Alfons Schwanzar, der als Mitglied der SPD zum stellvertretenden Bürgermeister gewählt worden war. Laut der Neuen Zeit nahm der katholische Dekan Wilhelm Zirkelbach (CSU) Anstoß daran, dass die Bürger einen Protestanten in dieses Amt gewählt hätten, der aus der katholischen Kirche ausgetreten sei. In seiner Funktion als Dekan und Kreistagsabgeordneter im Landkreis Haßfurt veranlasste Zirkelbach „zur öffentlichen Bekundung unserer Trauer“, dass alle Prozessionen bis auf die Fronleichnamsprozession ausfielen. Der Spiegel berichtete drei Tage später über den „Skandal“, der neben dem stellvertretenden Bürgermeister vier weitere konvertierte Stadträte betraf: Zirkelbach habe „just zu Pfingsten […] sein geistliches Ansehen in den Niederungen der Parteipolitik verlieren müssen“.

### Wappen
| Wappen von Haßfurt | Blasonierung: „Dem von Silber und Rot gevierten Schild aufgelegt ein springender goldener Hase.“ |
| Wappen von Haßfurt | Wappenbegründung: Der Würzburger Bischof Hermann von Lobdeburg (1225 bis 1254) erhob den Ort 1243 zur Stadt. Bis zur Säkularisation 1802 gehörte die Stadt zum Hochstift Würzburg. Das älteste Siegel aus dem frühen 14. Jahrhundert und der Abdruck eines kleineren Siegels von 1396 zeigen einen Mauerring mit offenem Tor und Fallgatter und beiderseits einen Quaderturm. Über dem Torbau steht das Würzburger Hochstiftsfähnlein. Seit dem 16. Jahrhundert ist anstelle dieses Fähnleins der für den nicht mehr verstandenen Ortsnamen redende Hase im gevierten Hochstiftsschild unterhalb des Tores zu sehen. In einer farbigen Abbildung von 1544 erscheint der Hase allein auf der Vierung als Wappen. In dieser Form wird das Wappen 1818 bestätigt, allerdings mit der Vierung in den Farben Silber und Grün. 1846 bestätigte König Ludwig I. das Wappen mit den historisch richtigen Farben. Seitdem steht vorübergehend eine Stadtmauer im Schild, die in den späteren Siegeln und Abbildungen wieder verschwindet. Dieses Wappen wird seit dem 14. Jahrhundert geführt. |

## Kultur und Sehenswürdigkeiten

### Sehenswürdigkeiten
Zu den Sehenswürdigkeiten zählen die Stadtpfarrkirche St. Kilian von 1390 mit Werken von Tilman Riemenschneider, der Obere Turm (Bamberger Tor), der Untere Turm (Würzburger Tor, beide um 1230), die Ritterkapelle St. Maria von 1431 mit 238 heraldischen Schilden, die Heiliggeist-Spitalkapelle von 1430, das Alte Rathaus am Marktplatz von 1514, das Neue Amtshaus (Neues Rathaus) um 1700, die fürstbischöfliche Zehntscheuer vom Ende des 15. Jahrhunderts (jetzt Stadthalle) und das Kloster Kreuztal Mariaburghausen im Weiler Mariaburghausen.
1959 besuchte ein Reporter der Londoner Times „The Banks of the Main“ (Die Ufer des Mains) und kam auch an Haßfurt vorbei:

„Hassfurt ist eine kleine Stadt mit alten Torhäusern und einer grundsätzlich mittelalterlichen Stimmung.“

Impressionen aus Haßfurt
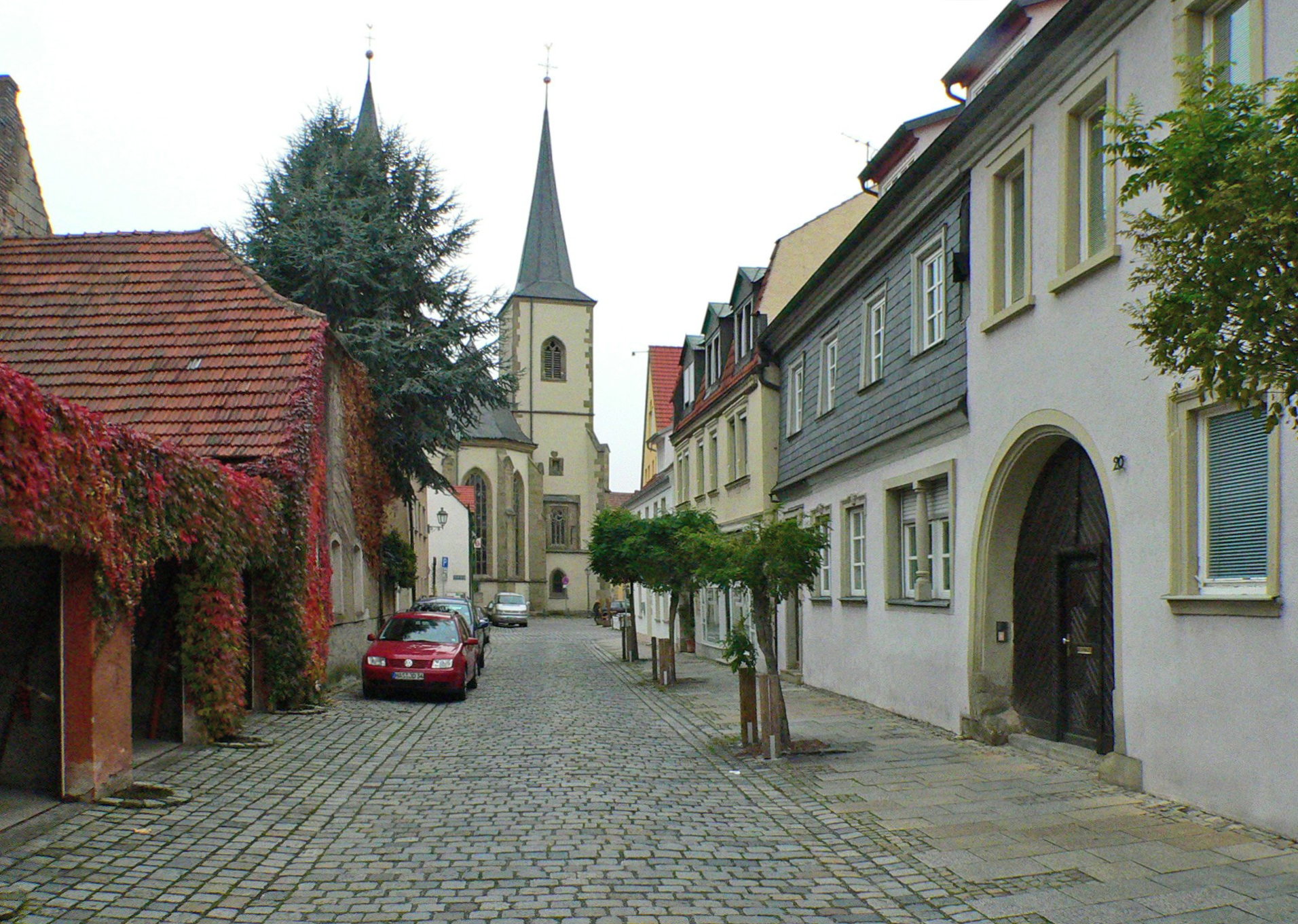
Altstadtgasse mit Pfarrkirche
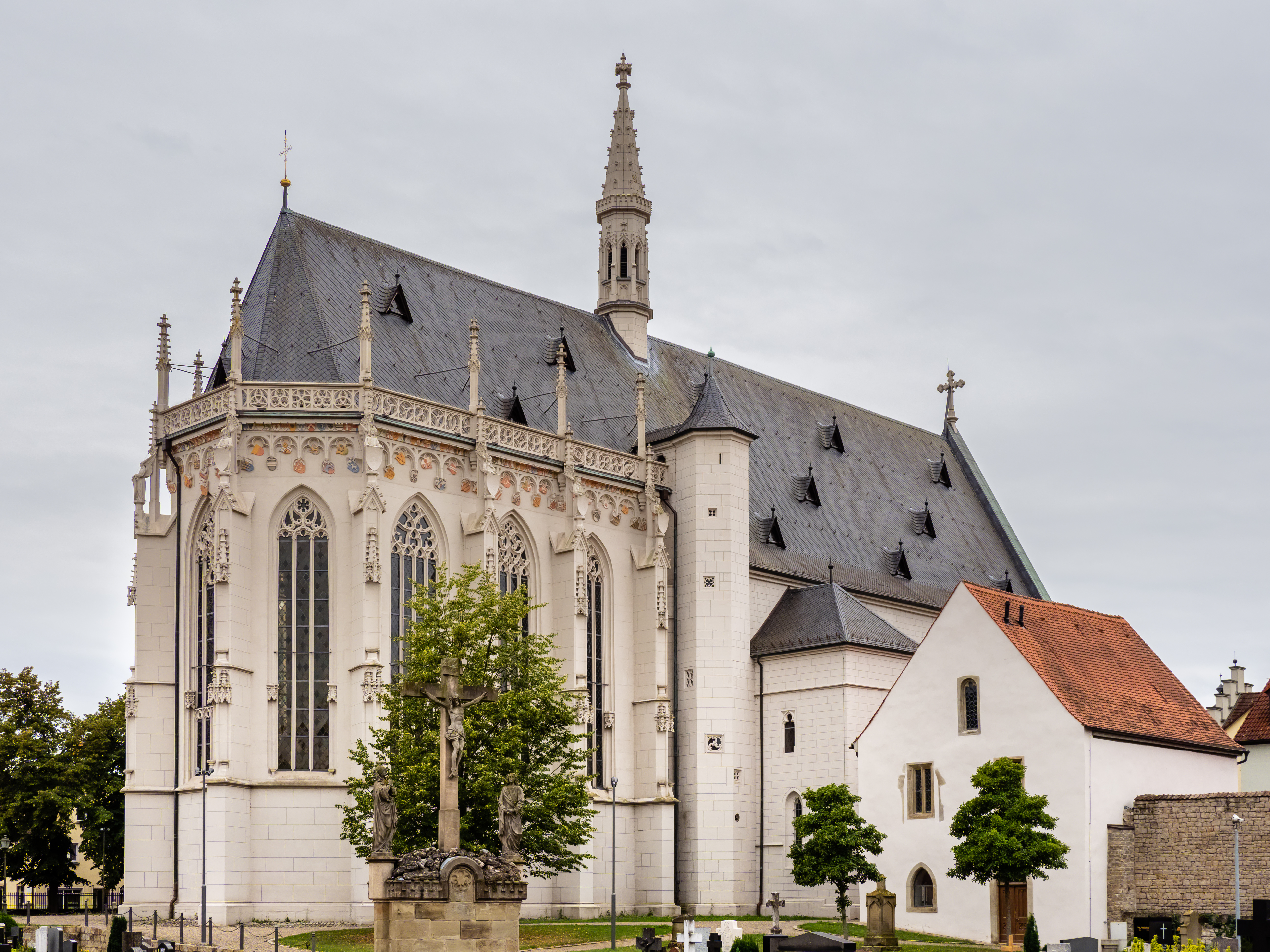
Die spätgotische Ritterkapelle
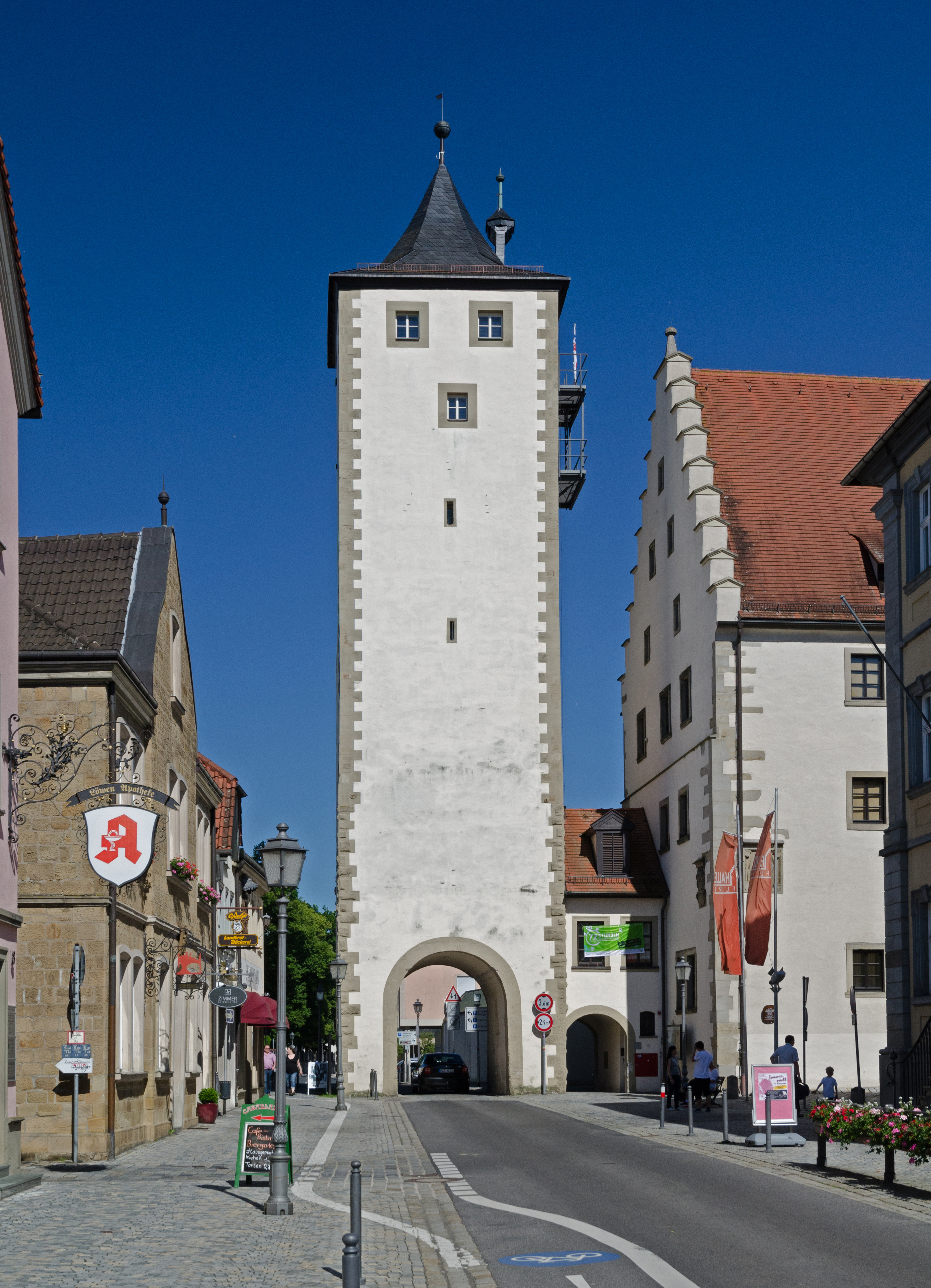
Der Obere Turm (Bamberger Tor)
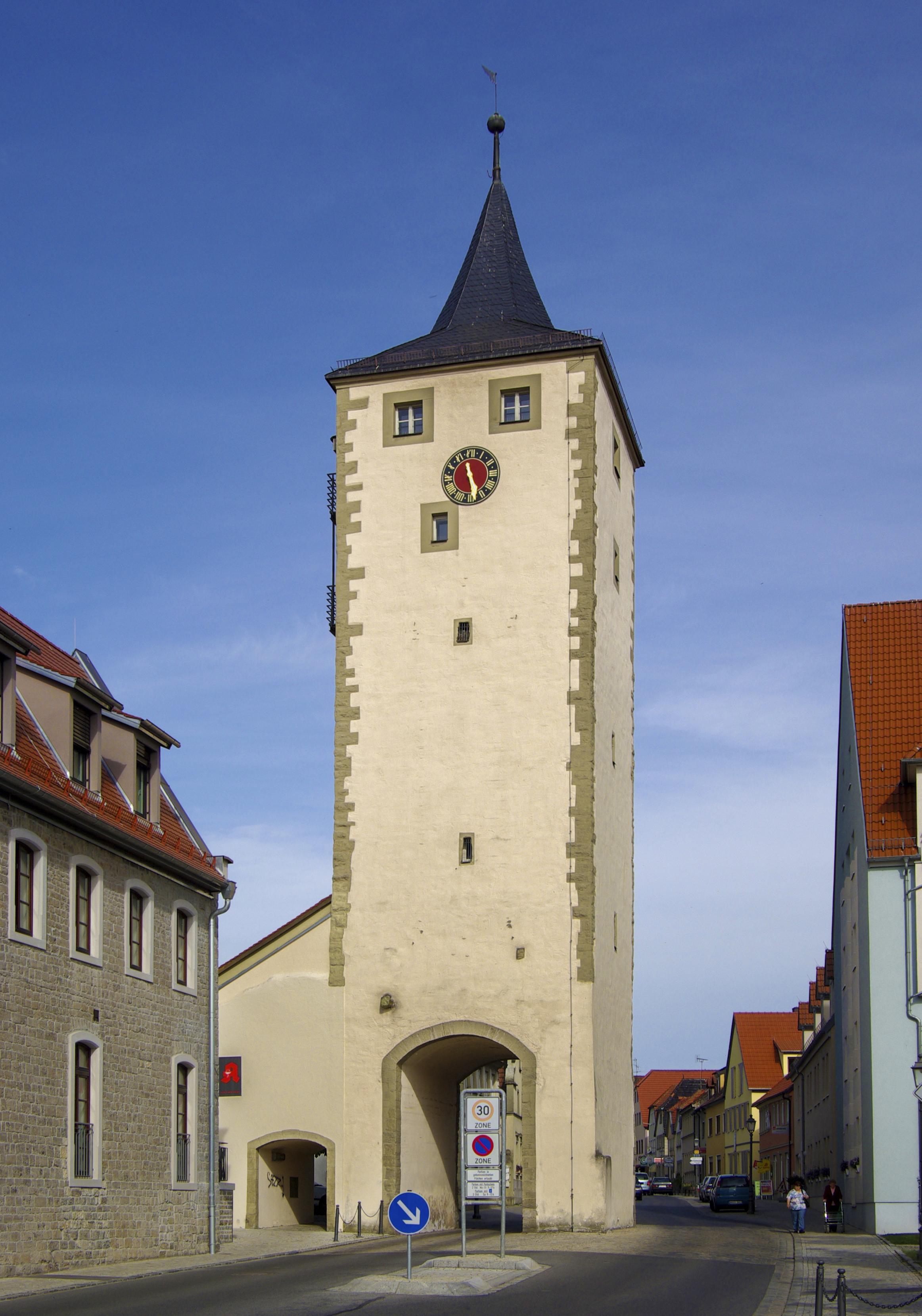
Der Untere Turm (Würzburger Tor)
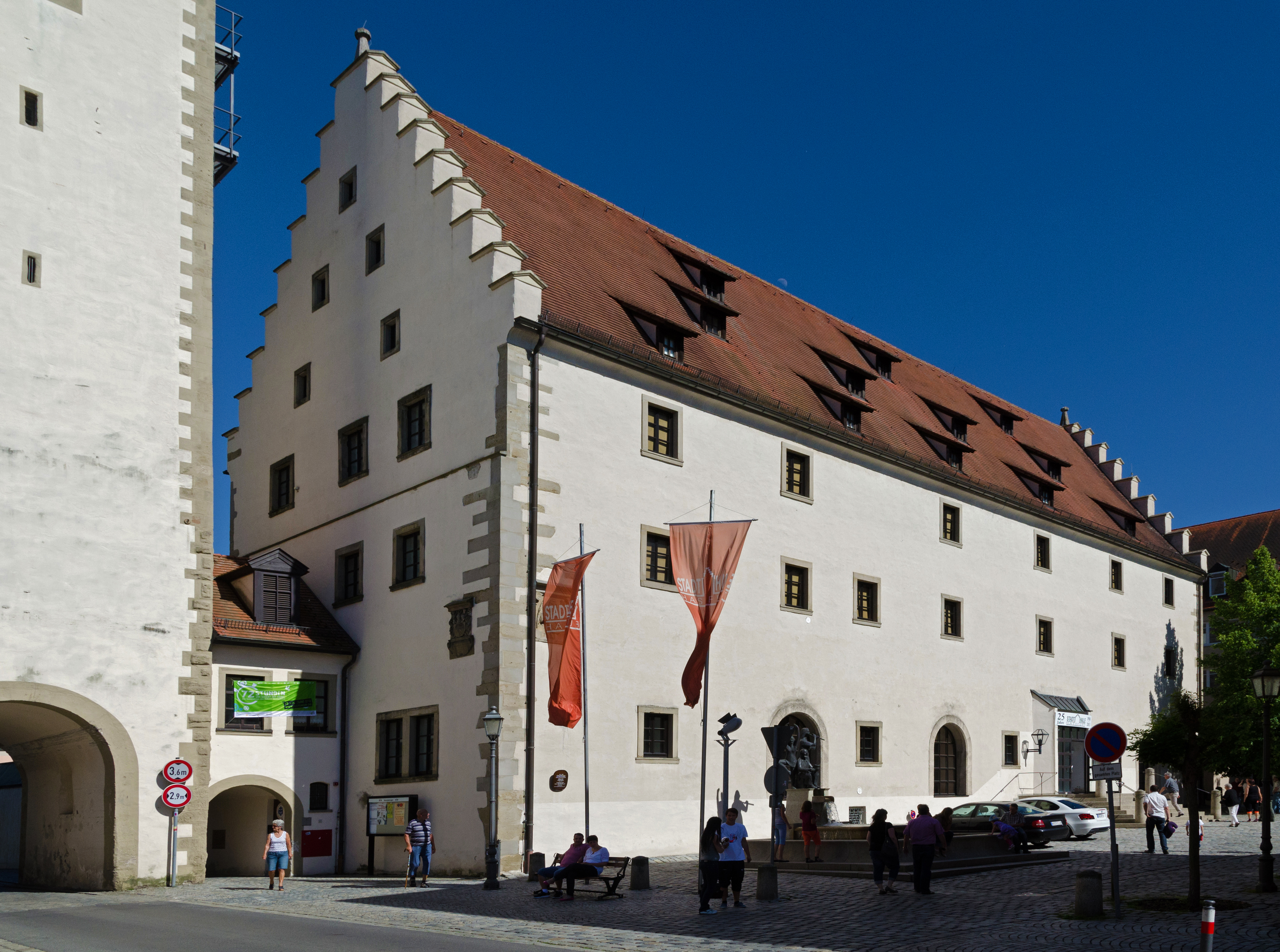
Die Stadthalle
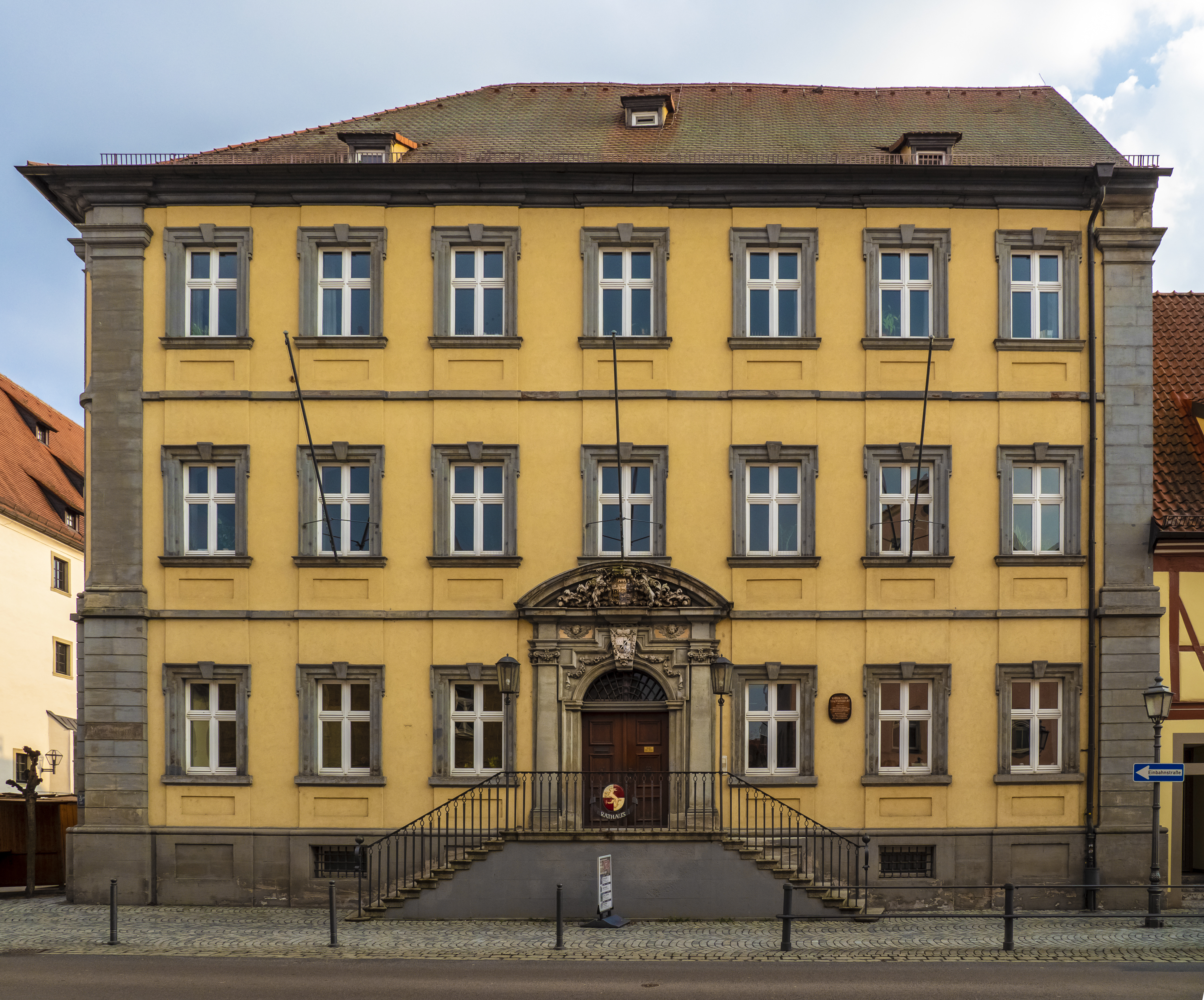
Das Neue Rathaus (Neues Amtshaus)
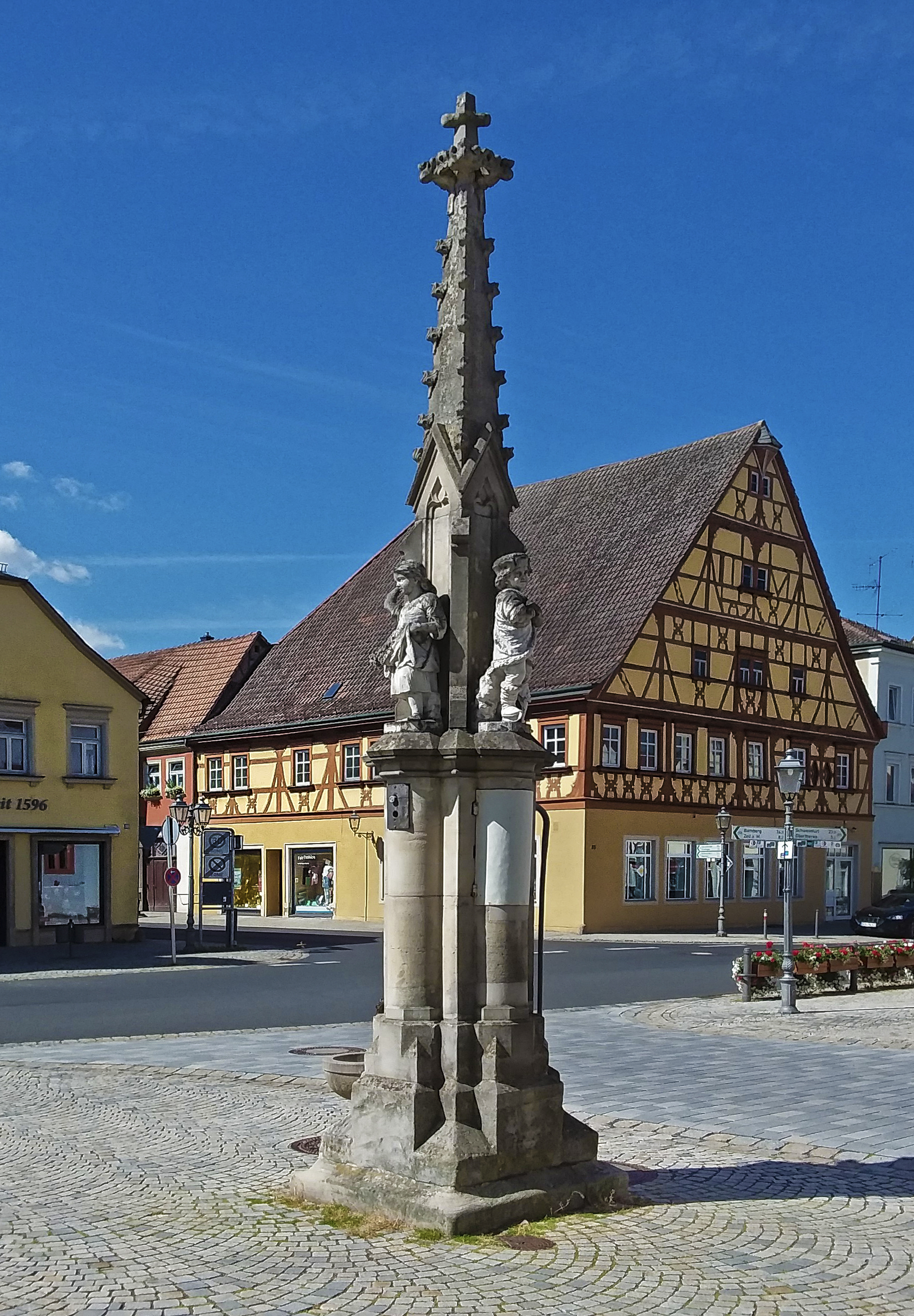
Pumpbrunnen an der Hauptstraße
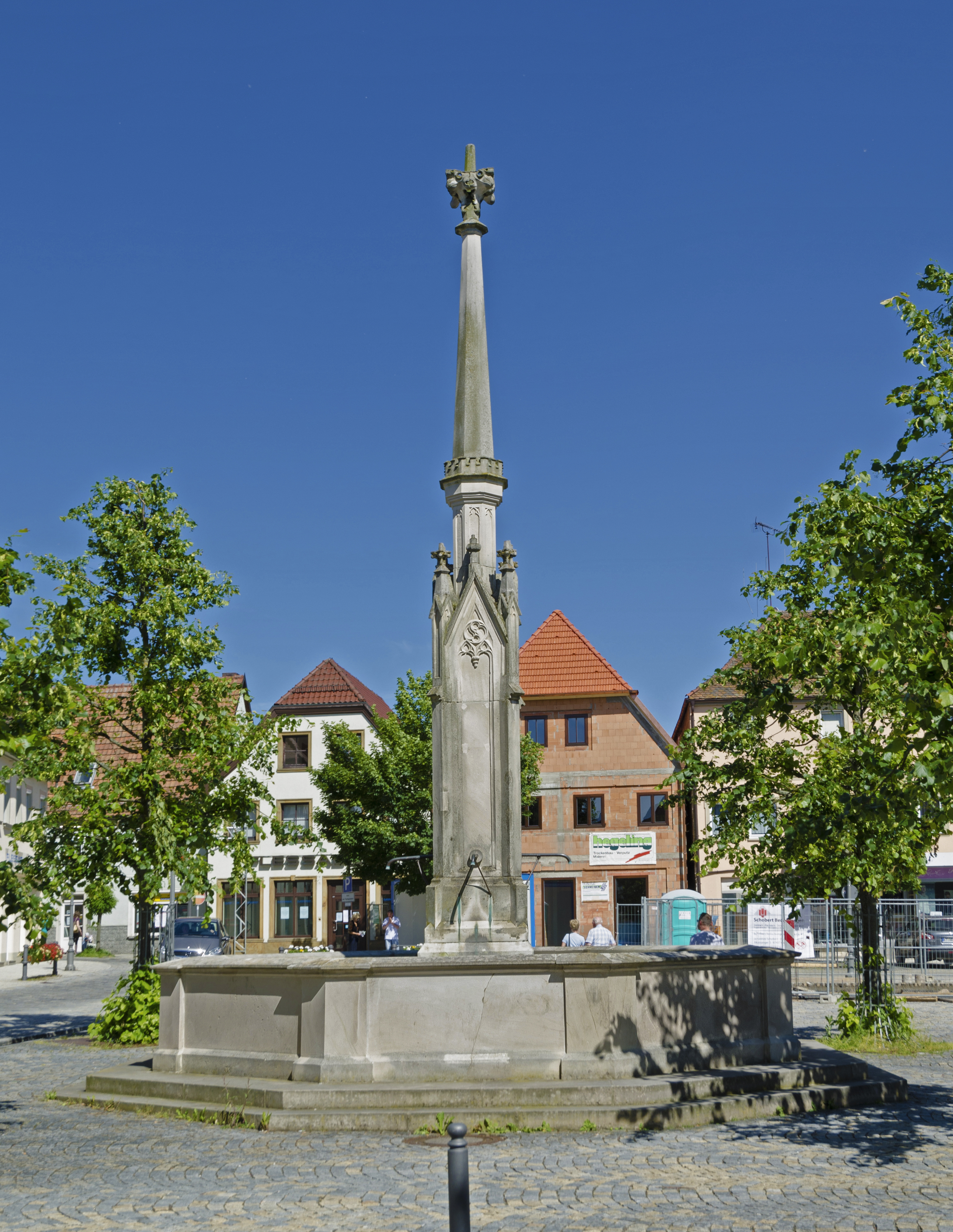
Brunnen auf dem Marktplatz
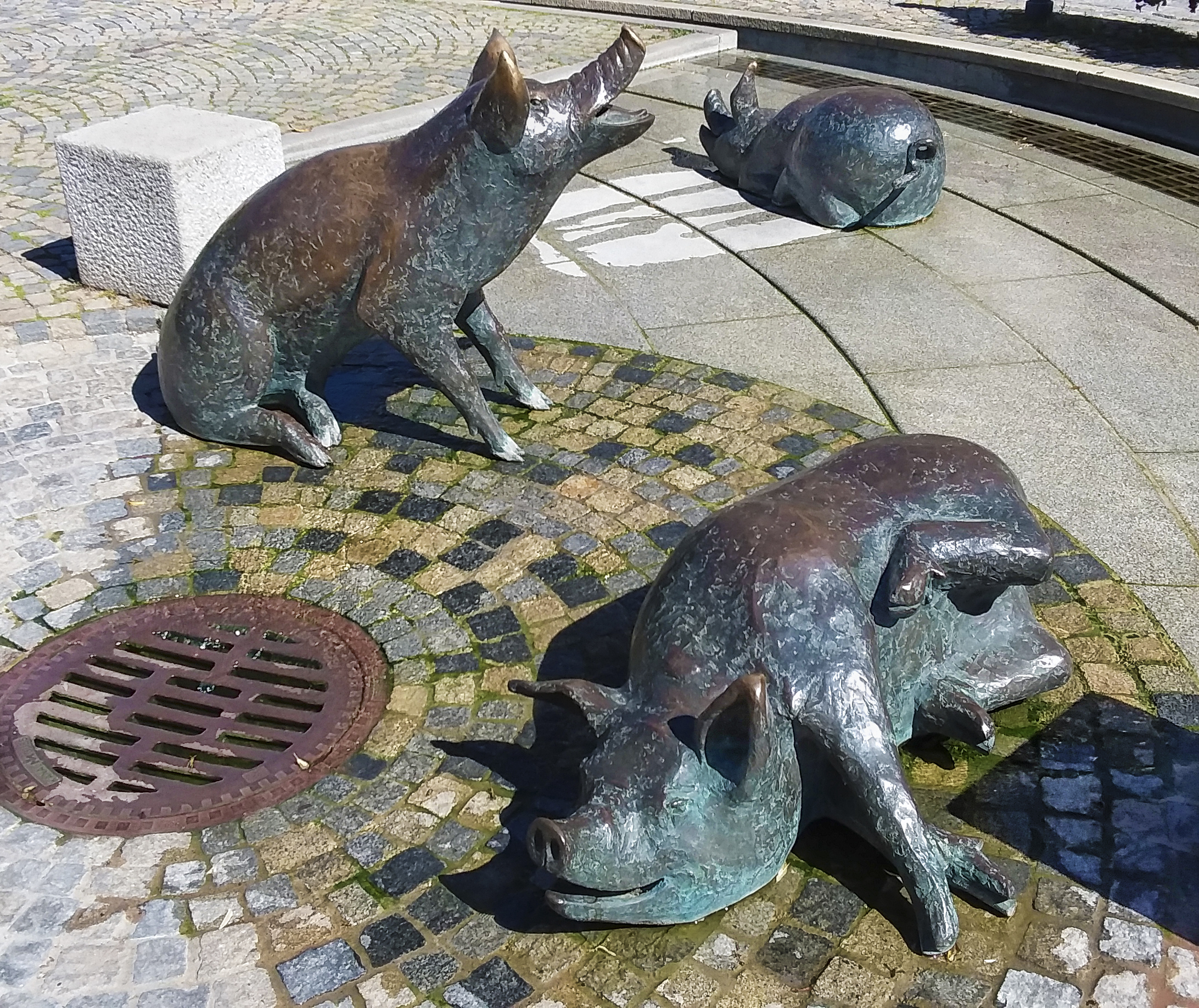
Öffentliche Kunst auf dem Marktplatz
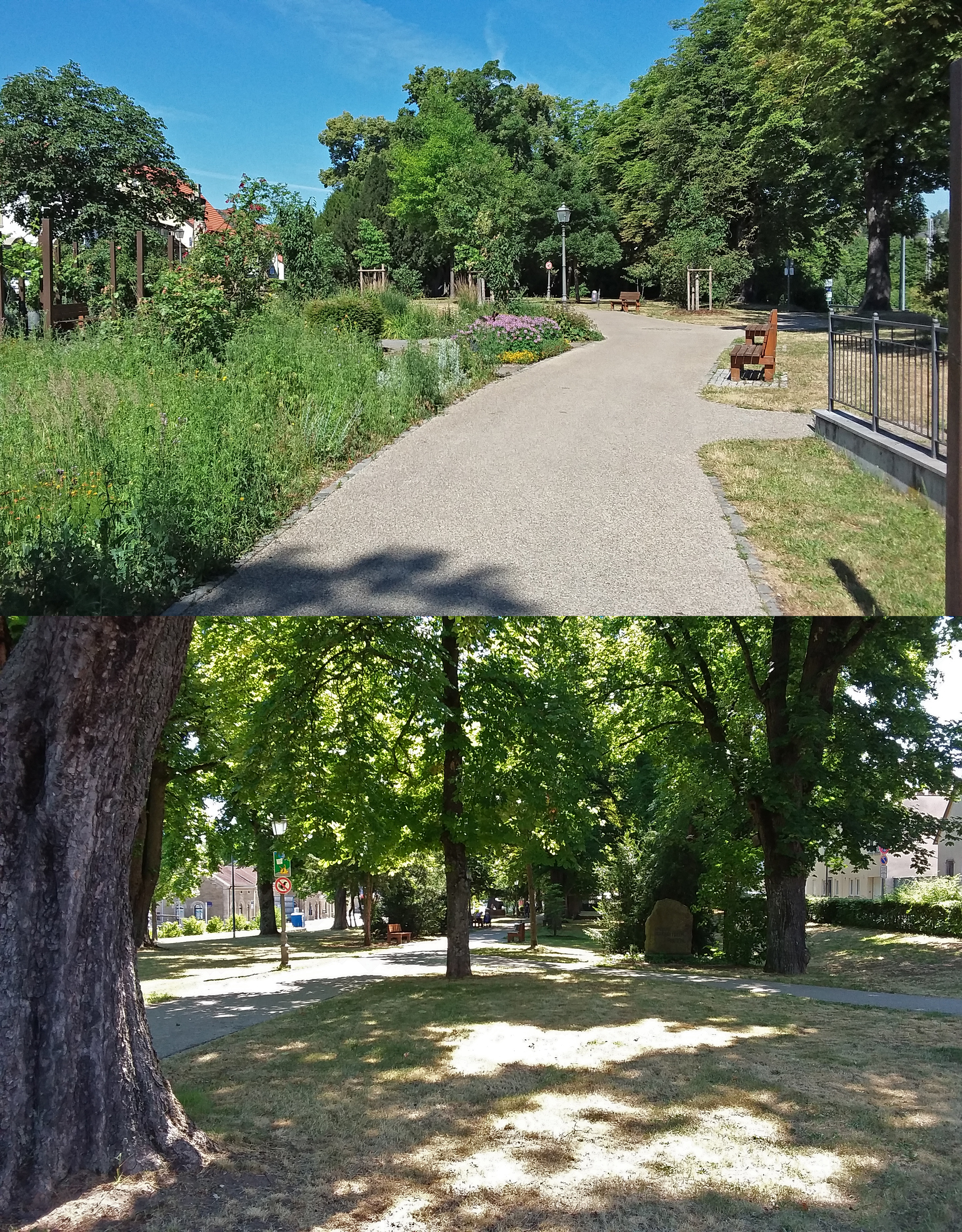
Die Promenade
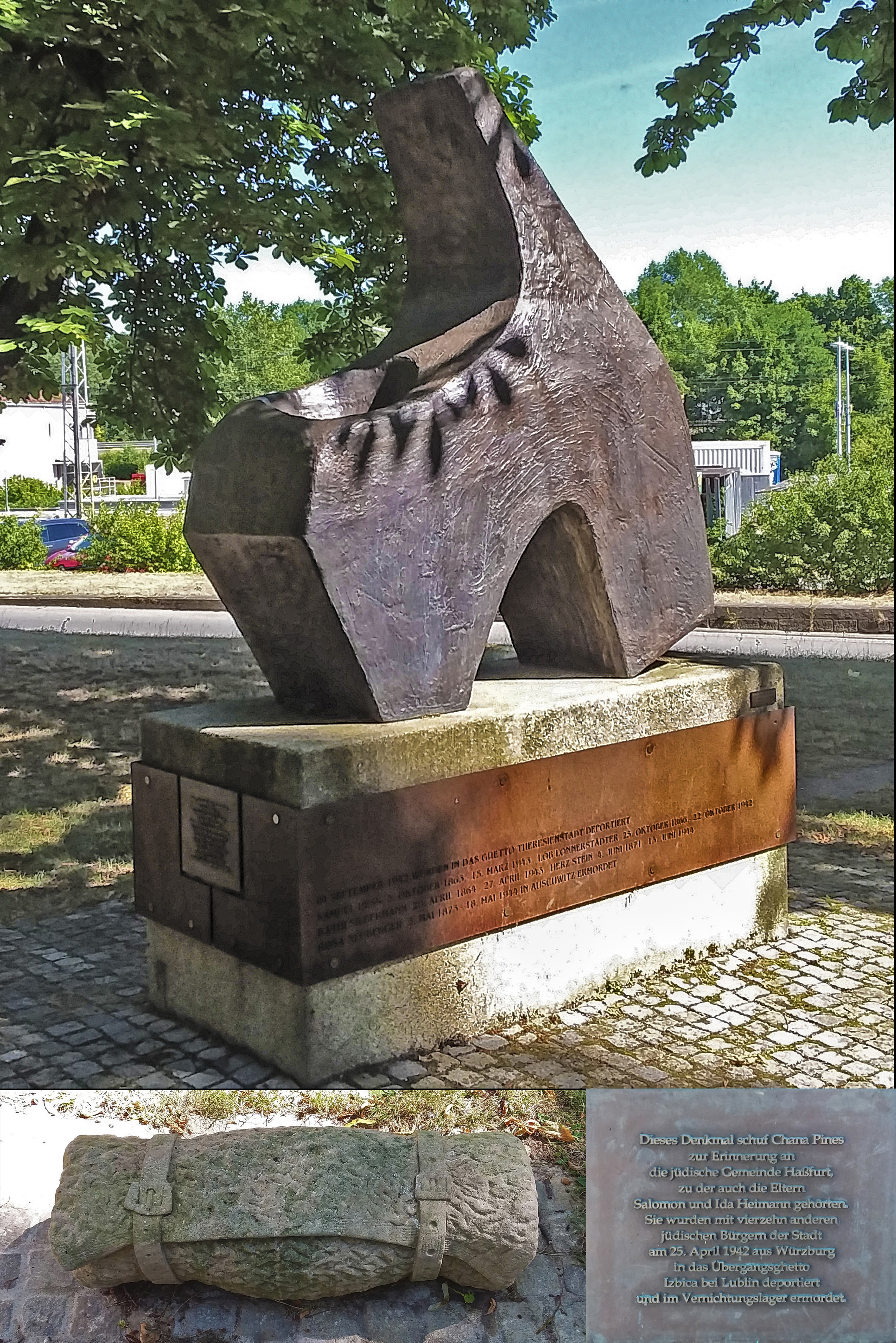
Denkmal in der Promenade
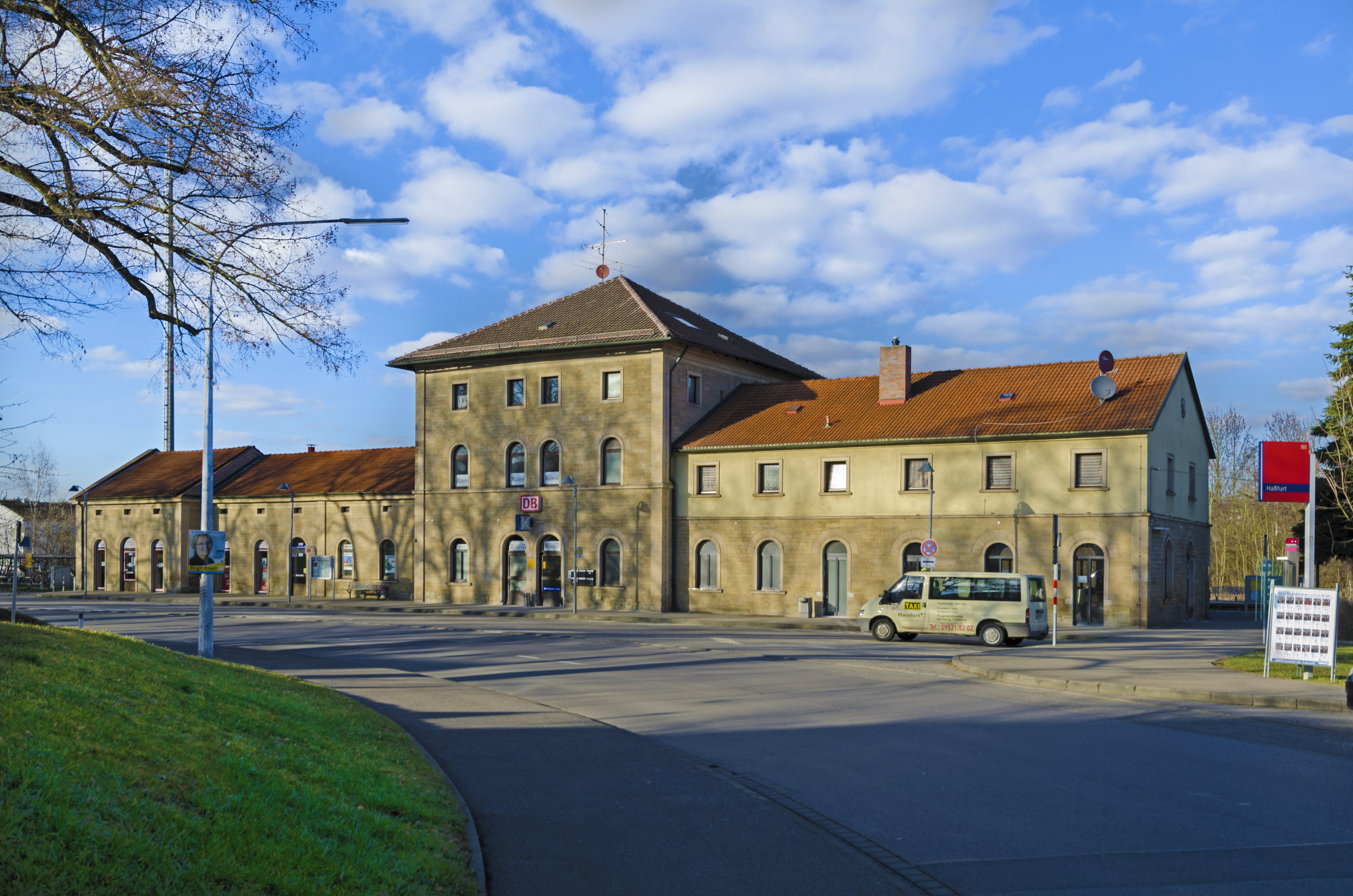
Das städtische Bahnhofsgebäude
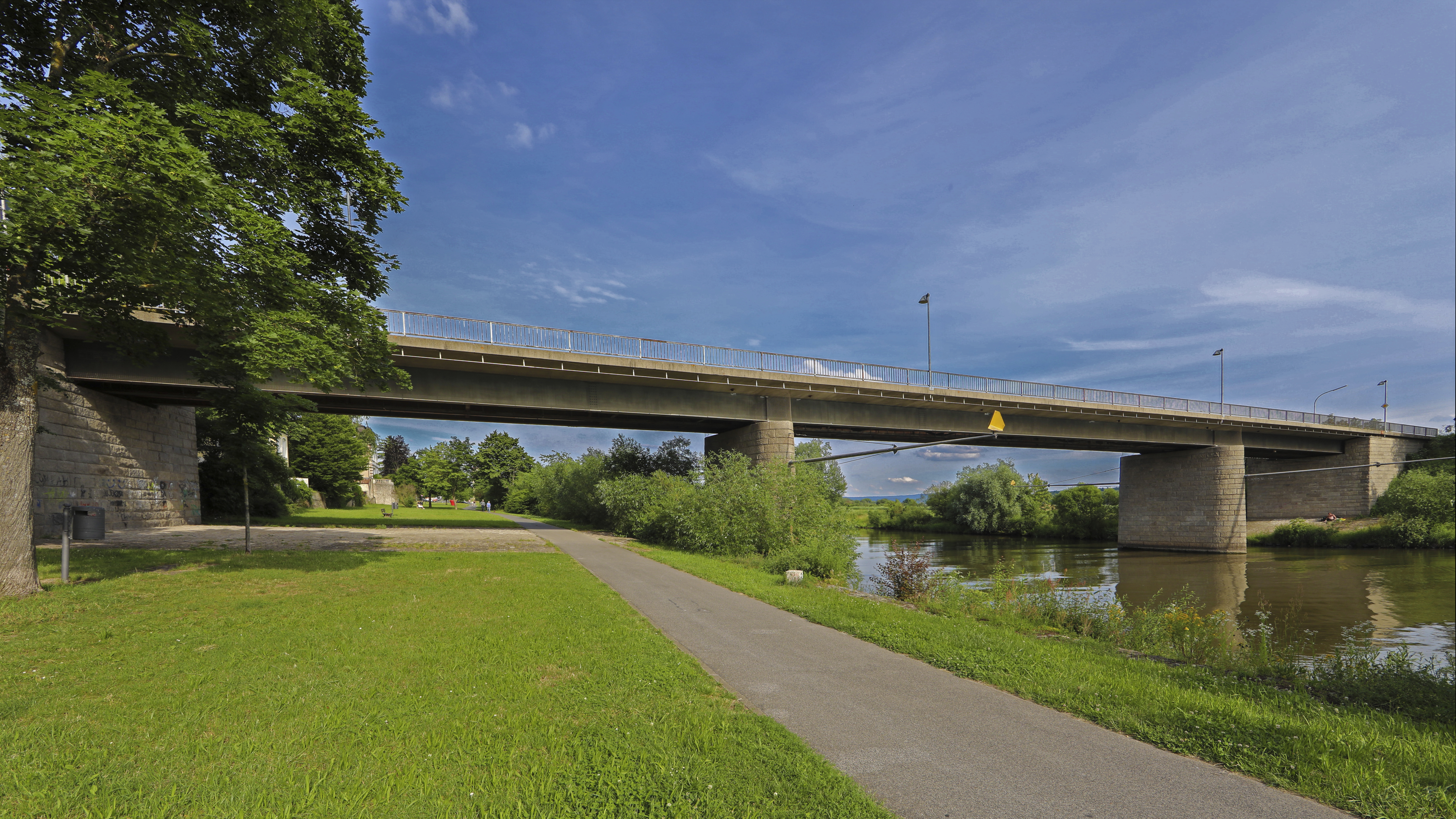
Die Mainbrücke
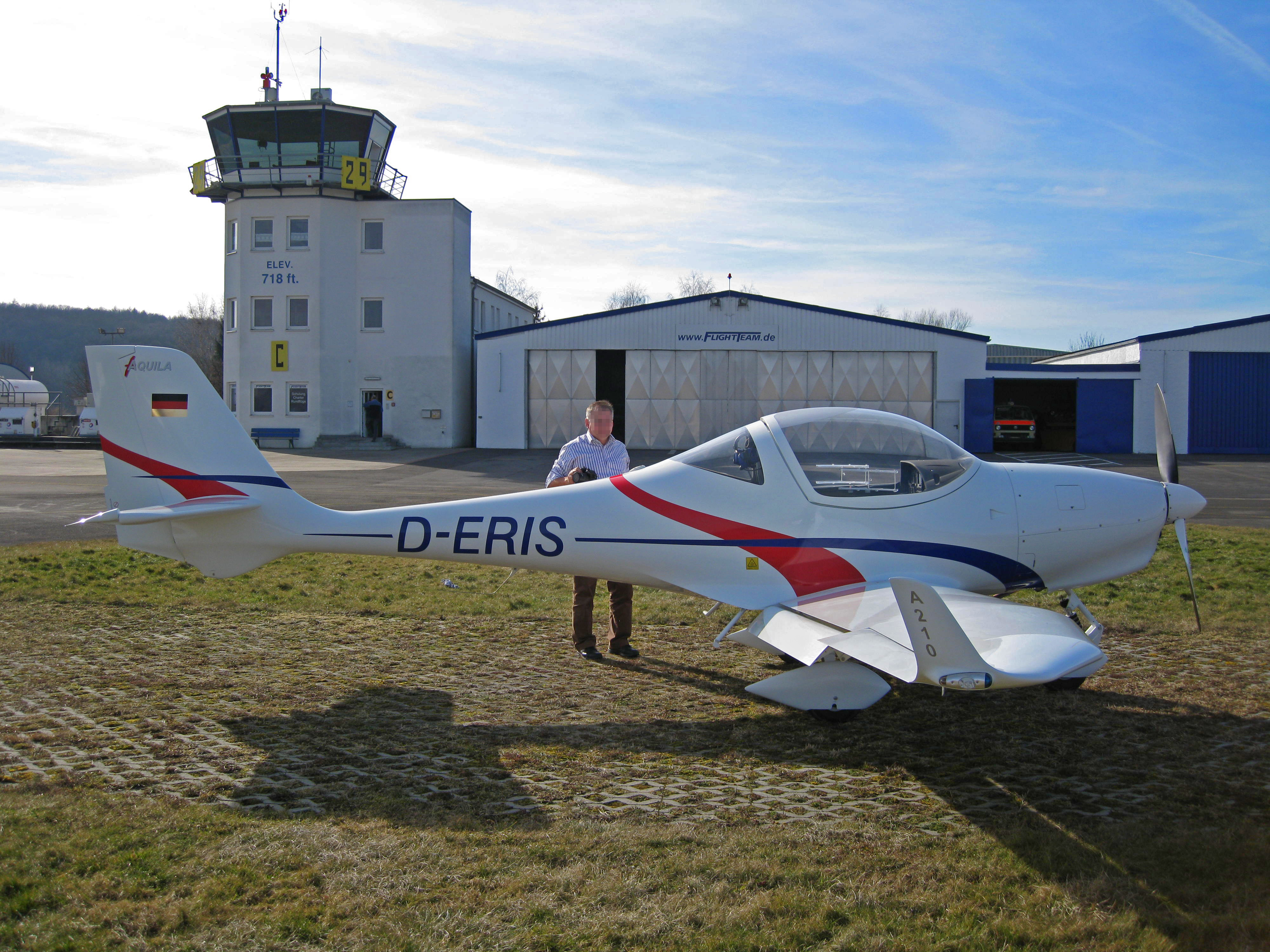
Der Flugplatz mit Tower

### Regelmäßige Veranstaltungen
Zu den regelmäßigen Veranstaltungen zählen das im Juli stattfindende Kunst- und Kulturfestival und das im Oktober stattfindende Haßfurter Straßenfest mit buntem Programm auf der Hauptstraße.

### Sport
In Haßfurt befindet sich ein Freizeit- und Erlebnisbad mit Eissportstadion. In der Stadt sind der Turnverein Haßfurt, der Fußball- und Tennisverein 1. FC Haßfurt, der Turnverein TV Haßfurt, ein Schützenheim, der Eissportclub ESC Haßfurt, das Fallschirm-Sport-Zentrum Haßfurt e. V., der Reit- und Fahrverein Haßfurt e. V. und die Ballettschule On Point e. V. ansässig.

### Musik
- Kirchenmusik in den Haßbergen / Evangelisch-Lutherisches Dekanat Rügheim

In der vom gleichnamigen Verein veranstalteten Konzertreihe Kirchenmusik in den Haßbergen mit Sitz in Rügheim sind mehrere Chöre aktiv. Außerdem finden Konzerte und Auftritte in der Stadt Haßfurt, in vielen Orten des Landkreises Haßberge, des Dekanats Rügheim und darüber hinaus statt. Das Repertoire reicht vom Kindermusical über Gospelkonzerte, Kammermusik, musikalische Gestaltung von Gottesdiensten bis hin zu großen Chorkonzerten und Oratorien. Die musikalische Leitung liegt in den Händen von Dekanatskantor Matthias Göttemann.
- Kirchenmusik des kath. Dekanats Haßberge

In der Konzertreihe Himmlische Landschaften präsentieren unter anderem die Kirchenmusik des katholischen Dekanats Haßberge in den Formationen Kinderchor, Jugendchor, Erwachsenenchor in der Ritterkapelle Haßfurt Oratorien, A-cappella-Werke und Kindermusical. Die Chöre stehen seit 1999 unter Leitung von Regionalkantor Johannes Eirich.

### Gericht
Das Amtsgericht Haßfurt ist für den gesamten Landkreis Haßberge zuständig.

### Bildung
- Regiomontanus-Gymnasium Haßfurt
- Heinrich-Thein-Schule Staatliches Berufliches Schulzentrum
- Grundschule mit den Schulhäusern Dr.-Neukam-Straße, Nassachtal und Sylbach
- Dr.-Auguste-Kirchner-Realschule Haßfurt
- Freie Waldorfschule in den Mainauen
- Volkshochschule Stadt Haßfurt
- Volkshochschule Landkreis Haßberge
- Albrecht-Dürer-Volksschule Haßfurt, Mittelschule
- Sonderpädagogisches Förderzentrum Franz-Ludwig-von-Erthal-Schule
- Fachakademie für Sozialpädagogik Landkreis Haßberge

### Medien
Seit 1844 erscheint das Haßfurter Tagblatt.
Im Gemeindegebiet befindet sich ein Sendeturm, der das Programm von „Radio Primaton“ auf 95,7 MHz mit 100 W ERP verbreitet.

## Wirtschaft und Infrastruktur

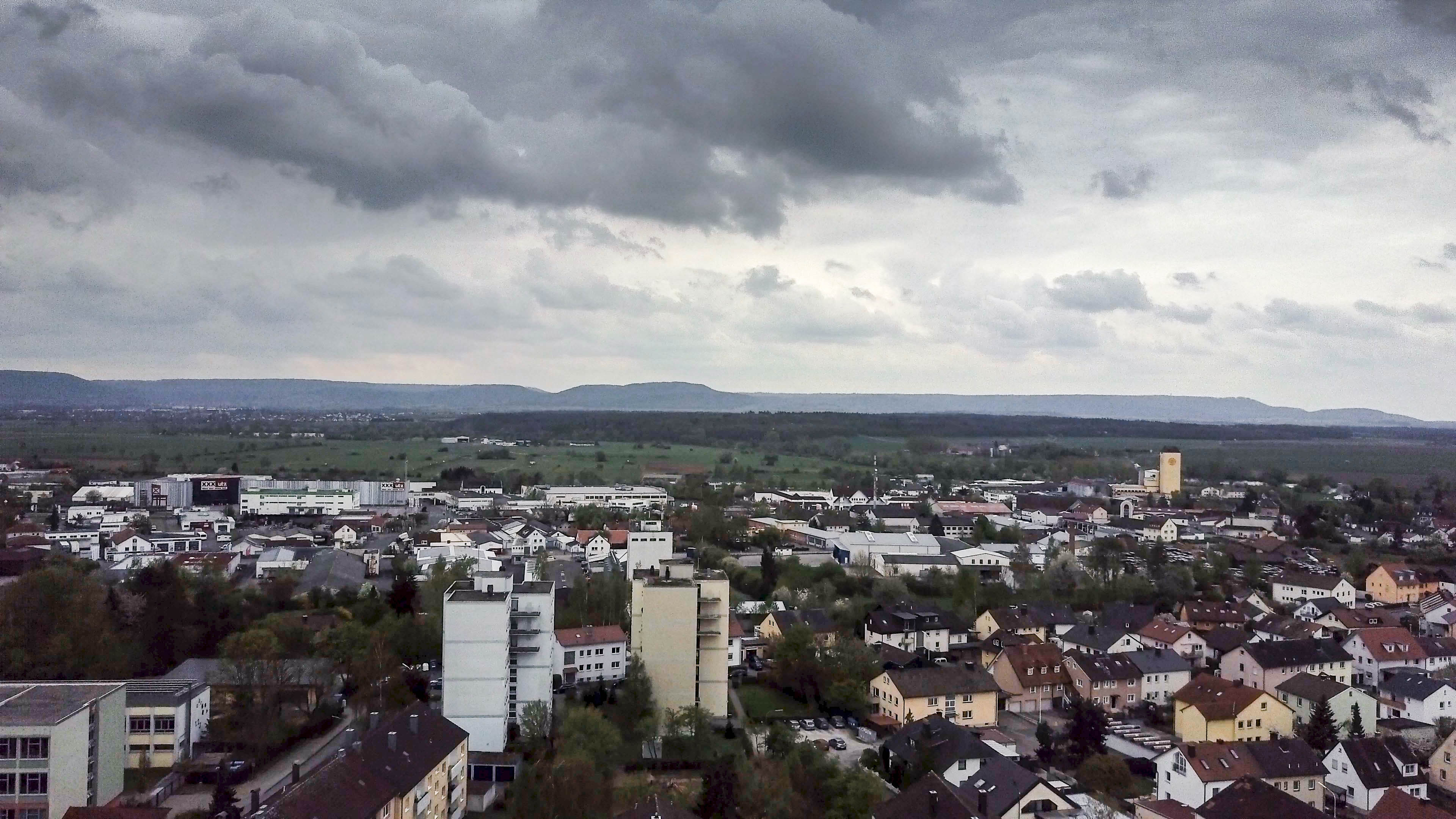
Das Haßfurter Industriegebiet von Norden (2017)

Acker-, Garten- und Obstbau; Kleinindustrie, unter anderem Korbflechten. Zu den größten Arbeitgebern nach dem Zweiten Weltkrieg gehörte die Waldi Schuhfabrik aus Bamberg, die 1947 in einer Baracke am Rödersgraben und 60 vorwiegend jungen Arbeiterinnen ihre Haßfurter Filiale aufbaute. 1953 war die Fabrik mit 450 Angestellten der größte Arbeitgeber der Stadt.
Der Ort verfügt über ein 110-kV-Umspannwerk.

### Verkehr
- Der Ort liegt am schiffbaren Main und besitzt dort den Hafen Haßfurt (ein kleiner Schutzhafen)
- Der Ort liegt an der B 26
- Die Autobahn A 70 (Schweinfurt–Bayreuth) verläuft wenige Kilometer südlich der Stadt
- Verschiedene Staatsstraßen verbinden Haßfurt mit den Nachbarstädten Ebern, Hofheim i. UFr., Königsberg und über die Mainbrücke mit Gerolzhofen
- Bahnstrecke Bamberg–Rottendorf
- Bahnstrecke Haßfurt–Hofheim (1997 abgebaut)
- Im Südosten befindet sich der Flugplatz Haßfurt-Schweinfurt.
- Durch den Ort führen der Main-Radweg und der Fränkische Marienweg

### Aufbau einer kommerziellen Wasserstoffwirtschaft
Die städtischen Betriebe Haßfurt und der bundesweit aktive Ökoenergieanbieter Greenpeace Energy betreiben in Haßfurt eine kommerzielle Windgas-Anlage. Diese speist seit dem 8. September 2016 rund eine Million kWh Wasserstoff pro Jahr in das Gasnetz ein, der mittels überschüssigem Strom aus erneuerbaren Energien erzeugt wird. Dazu wird in der Anlage im Hafengelände am Main ein containergroßer 1,25-Megawatt-PEM-Elektrolyseur, ein Silyzer 200, eingesetzt.
Die weltweite Vorreiterrolle der Haßfurter Stadtwerke für eine Versorgung mit 100 Prozent regenerativen Energien fand im Januar 2020 die Anerkennung der Internationalen Organisation für Erneuerbare Energien. In deren neuem Weißbuch werden 44 Energieversorger aus der ganzen Welt vorgestellt, wobei die Stadtwerke Haßfurt der einzige Energieversorger aus Deutschland sind und der herausragende Vertreter Europas.

## Persönlichkeiten

### Söhne und Töchter der Stadt
- Heinrich Hasfurter[37][38][39] (1390-), in Hassfurt geborener Grossrat und städt. Geldwechsler in Bamberg, der in die Schweiz auswanderte und 1418 das Luzerner Bürgerrecht erlangt hatte, Stammvater des Rittergeschlechts Hasfurter, welches später auf dem Schloss Heidegg nahe Luzern sein Stammsitz einnahm
- Johannes Virdung (1463–1538/39), Mediziner und Astrologe, der vor allem als Kalendermacher bekannt war
- Sigismund Derleth (1675–1752), katholischer Stiftspropst, von 1719 bis 1752 Propst von Stift Heidenfeld, die Klostergebäude von Balthasar Neumann entstanden in seiner Amtszeit
- Stephan Mösinger (1697–1751), katholischer Abt, von 1734 bis 1751 Abt des Klosters Langheim, gab den Auftrag zum Bau der berühmten Basilika Vierzehnheiligen
- Konstantin Schütz von Holzhausen (1709–1775), katholischer Priester und Weihbischof in Fulda sowie Titularbischof von Mennith (Arabien)
- Sigismund Reis (vor 1750–1779), Barockmaler
- Gregor von Zirkel (1762–1817), von 1802 bis 1817 Weihbischof in Würzburg, wurde am 25. Oktober 1817, wenige Wochen vor seinem Tod, zum ersten Bischof der wiedererrichteten Diözese Speyer ernannt. Er starb jedoch noch vor der päpstlichen Bestätigung, weshalb er nicht in der offiziellen Bischofsliste erscheint
- Gottfried Baumann (1764–1845), Landwirt, Bürgermeister von Haßfurth und Landtagsabgeordneter
- Nikolaus Stössel (1793–1844), Militärkapellmeister und Komponist
- Johann Baptist Schwab (1811–1872), römisch-katholischer Theologe und Hochschullehrer
- Georg Vogel (1864–1947), Pfarrer, Vereinsgründer und Ehrenbürger von Unterleinach
- Joseph Kehl (1885–1967), Stadtrat und Chronist der Stadt Haßfurt, Fossiliensammler, 1948 Ehrenbürger der Stadt Haßfurt
- Fritz Sauckel (1894–1946), maßgeblicher NSDAP-Politiker, in den Nürnberger Prozessen zum Tode verurteilter und hingerichteter Kriegsverbrecher, u. a. Gauleiter in Thüringen und Generalbevollmächtigter für den Arbeitseinsatz der Zwangsarbeiter, wuchs in Haßfurt auf
- Hermann Kreß (1895–1943), Generalleutnant im Zweiten Weltkrieg
- Johann Betz (* 6. November 1906; † 3. Oktober 1938), Tropenmediziner, Arzt der Beagle Bay Herz-Jesu-Missionsstation in Australien
- Max Adler (1907–1981), deutsch-britischer Physiker
- Albert Neuberger (1908–1996), britischer Biochemiker und Mediziner
- Walter Zipfel (1914–1997), Jurist, Richter am Bundesgerichtshof
- Herman Neuberger (1918–2005), orthodoxer amerikanischer Rabbiner deutscher Herkunft, wuchs in Haßfurt auf
- Ludwig Müller (1941–2021), sechsfacher Fußball-Nationalspieler in Diensten der Vereine 1. FC Nürnberg, Borussia Mönchengladbach und Hertha BSC
- Bernhard Cibis (1946–2002), Objektkünstler, Maler, Zeichner und Grafiker
- Franz Lehr (1948–2009), Bühnen- und Kostümbildner
- Erwin Albert (* 1954 in Wülflingen), zweimal belgischer Fußballmeister
- Maximilian Schönherr (* 1954), Journalist
- Hannes Betz (* 1960), Künstler
- Felix Weber (* 1960), international bekannter Komponist und Musikproduzent; lebte in Haßfurt bis 2000 und emigrierte dann in die USA
- Kerstin Schmitt (* 1984), Künstlerin, Malerin
- Parker Tuomie (* 1995), Eishockeynationalspieler
- Klara Bühl (* 2000), Fußballspielerin, aufgewachsen in Münstertal/Schwarzwald

### Personen, die in der Stadt wirken oder wirkten
- Carl Alexander Heideloff (* 2. Februar 1789 in Stuttgart; † 28. September 1865 in Haßfurt), Architekt und Denkmalpfleger, lebte ab 1854 in Haßfurt
- Martin Rebholz, Stadt- und Landgerichts-Physikus (dazu ernannt im Sommer 1809)[40]
- Andreas Schiffmann (* 22. September 1836 in Mitterteich), Geistlicher Rat, Subrektor der königlichen Lateinschule Haßfurt von 1867 bis 1906, Ehrenbürger von Haßfurt (1891) und Mitterteich
- Erich Ullrich (* 10. Juli 1913 in Jossa bei Hosenfeld; † 13. April 1998 in Haßfurt), Wirtschaftsjurist, lebte und starb in Haßfurt, war dort Gründungsmitglied und Ehrenvorsitzender des ADAC-Ortsclubs und des Motorflugclubs Haßfurt
- Karlheinz Deschner (* 23. Mai 1924 in Bamberg; † 8. April 2014 in Haßfurt), Schriftsteller und Religions- und Kirchenkritiker, lebte zuletzt in Haßfurt
- Reinhold Pommer (* 6. Januar 1935 in Zigartice; † 26. März 2014 in Haßfurt), Radrennfahrer, der 1956 eine olympische Bronzemedaille in der Mannschaftswertung des Straßenrennens gewann
- Heinz-Herbert Kreh (* 14. Februar 1937 in Kitzingen; † 19. Juni 2009 in Haßfurt), Fußballspieler

## Trivia
Im Berliner Stadtteil Pankow verweist ein kleines Straßennetz auf Haßfurt und andere unterfränkische Ortschaften. So gibt es da den Haßfurter Weg, den Zeiler, Retzbacher, Miltenberger und Zellinger Weg sowie die Karlstadter, Gemündener und Kissingenstraße.
Die Meldung über einen Mordfall in Haßfurt im Mai 1894 erreichte sogar die deutschen Gemeinden in den USA. Das Scranton Wochenblatt (Scranton, Pennsylvania) schrieb: „Wegen des Verdachts des Kindsmordes wurde die ledige Margarethe Kerzinger in Haßfurt verhaftet und in das Landsgerichtsgefängniß Schweinfurt eingeliefert; deren Schwester Marie wurde schon vor einigen Tagen wegen Verdachts der Beihilfe verhaftet.“
Die DDR-Presse nahm eine Veranstaltung zur Wiedervereinigung der beiden Deutschlands am 23. Dezember 1951 in Haßfurt wahr. Dabei sprachen sich der erste Bürgermeister Julius Vogel, der zweite Bürgermeister Anton Schäflein, der Gemeinderat Josef Karsten und Pfarrer Ignatz Kreiß für eine gesamtdeutsche Wahl zur Herstellung der Einheit Deutschlands aus. Schäflein wollte dadurch „in Deutschland ein zweites Korea verhindern“, Kraiß forderte den „Abzug der Besatzungstruppen“.
Im Sommer 1960 wurde Alfons Schwanzar (SPD) zum zweiten Bürgermeister von Haßfurt gewählt. Weil dieser von der katholischen zur evangelischen Kirche konvertiert war, protestierte Dekan Wilhelm Zirkelbach in einem offenen Brief. Zirkelbach, Katholik und CSU-Kreistagsabgeordneter, gab seinen „großen Schmerz“ über die Wahl des SPD-Manns zum Ausdruck und veranlasste „zur öffentlichen Bekundung unserer Trauer“, alle Prozessionen der zweiten Jahreshälfte, mit Ausnahme der an Fronleichnam, ausfallen zu lassen.
Im Januar 1965 fand im Gebiet um Haßfurt, Bad Kissingen und Schweinfurt ein Manöver von etwa 30.000 US- und Bundeswehrsoldaten und 7000 Panzern statt. Dabei wurden Szenarien eines Atomkriegs durchgeprobt. Im Oktober 1970 folgte ein ähnlich dimensioniertes Manöver names „Certain Thrust“ östlich von Haßfurt, bis ins Coburger Zonenrandgebiet.
Am 11. März 1991 stürzte eine Cessna 402 nördlich von Haßfurt ab. Sechs Insassen starben, ein Passagier überlebte schwer verletzt. Der Flug führte von Nordhorn (Niedersachsen) nach Haßfurt, wo der Pilot wegen Nebels aber nicht landen konnte, Richtung Ebern wendete und dort zu niedrig flog. Wenige Tage später stürzte eine Cessna 172 in einen Wald bei Gössenheim. Auch hier war der Flugplatz Haßfurt wegen Nebels nicht anfliegbar.